# 토성의 위성
토성의 위성들은 수십 미터 정도에 불과한 작은 소위성부터 행성인 수성보다도 반지름이 큰 타이탄까지 다양하고 그 수효도 많다. 2023년 기준으로 토성은 궤도가 확인된 위성 274개를 거느리고 있으며 이들 중 13개가 지름이 50 킬로미터 이상이다. 여기에 토성의 고리 안에 섞여 있는 소위성 수백 만 개와, 그보다 더 작고 무수히 많은 고리 입자들 또한 토성을 돌고 있다. 토성의 위성 중 일곱 개는 덩치가 충분히 커서 안정적인 타원체 모양으로 붕괴되어 있다. 다만 이들 중 유체 정역학적 평형 상태에 있는 위성은 하나(타이탄) 아니면 둘(타이탄, 레아)에 불과하다. 토성의 위성들 중 특히 주목할 만한 천체가 몇 있는데, 타이탄은 태양계 전체에서 가니메데 다음으로 지름이 크며 지구 비슷하게 질소가 풍부한 대기를 지니고 있고 표면에는 마른 강줄기들과 탄화 수소로 이루어진 호수들이 있다. 엔셀라두스는 남극 지대에서 가스와 먼지로 이루어진 제트를 분출하며 이아페투스는 검은색과 흰색의 대조적인 반구(半球) 색채가 인상적인 천체이다.
토성의 위성들 중 24개 이상은 규칙 위성으로 토성의 적도면에서 크게 기울어지지 않은 궤도를 순행 공전하고 있다. 이 중 주요 위성이 일곱, 더 큰 위성에 대해 트로이 궤도를 도는 위성이 넷, 서로 궤도를 공유하는 위성이 둘, 토성의 F 고리에서 양치기 역할을 하는 위성이 둘, 토성 고리의 틈 안에서 공전하는 위성이 두 개이다. 상대적으로 큰 히페리온은 타이탄에 대해 궤도 공명 상태를 보인다. 나머지 규칙 위성들은 A 고리의 바깥쪽 경계, G 고리의 안쪽, 미마스와 엔셀라두스 사이에서 토성을 돌고 있다. 규칙 위성들에는 전통적으로 남성 및 여성 거신족들 또는 사투르누스와 관련된 신화 속 등장인물 이름이 붙어 있다.
나머지 58개는 불규칙 위성으로 평균 지름은 4 ~ 213 km에 걸쳐 있다. 이들의 궤도는 규칙 위성들보다 토성으로부터 훨씬 먼 곳에 있고 궤도경사각이 크며, 공전 방향은 순행과 역행 천체들이 섞여 있다. 이 위성들은 아마도 소행성체들이 포획된 것이든지, 아니면 포획된 천체들끼리 충돌하여 발생한 파편들(충돌족을 구성한다.)일 것이다. 불규칙 위성들은 궤도의 특징에 따라 이누이트군, 노르스군, 갈릭군으로 분류되며 각 군 구성원들의 이름은 해당 신화에서 따 온 것이다. 불규칙 위성들 중 가장 큰 것은 토성의 아홉 번째 위성 포에베로 19세기 말 발견되었다.
토성의 고리들은 현미경으로 봐야 할 정도로 작은 입자로부터 수백 미터 너비에 이르는 소위성들에 이르기까지 다양한 크기의 개체들로 이루어져 있으며 이들은 각자의 공전 궤도에서 토성을 돌고 있다. 토성의 고리 체계를 구성하는 무수히 많고 이름 없는 작은 천체들과 이들보다 더 커서 이름이 붙어 위성으로 등재된 천체들 사이에는 명확한 객관적 경계가 없기 때문에, 토성의 위성 개수를 정확히 헤아리는 것은 불가능할 것이다. 주변의 고리 물질에 교란을 일으키는 현상으로부터 고리 안에 있는 소위성 150개 이상을 발견했으며 이 수효는 유사한 천체들 중 극히 일부일 것으로 보인다.
2019년 10월 기준으로 아직 이름이 붙지 않은 위성은 총 29개인데 이들에게는 각자 속한 군(群)에 따라 이누이트, 노르드, 갈리아 신화 속 존재들의 명칭이 부여될 것이다. 이들 중 명칭 부여를 위해 대기중인 위성은 20개로 이들 중 둘은 이누이트, 일곱은 노르드 신화, 하나는 갈리아 신화 속 명칭을 받을 것이다.

## 발견

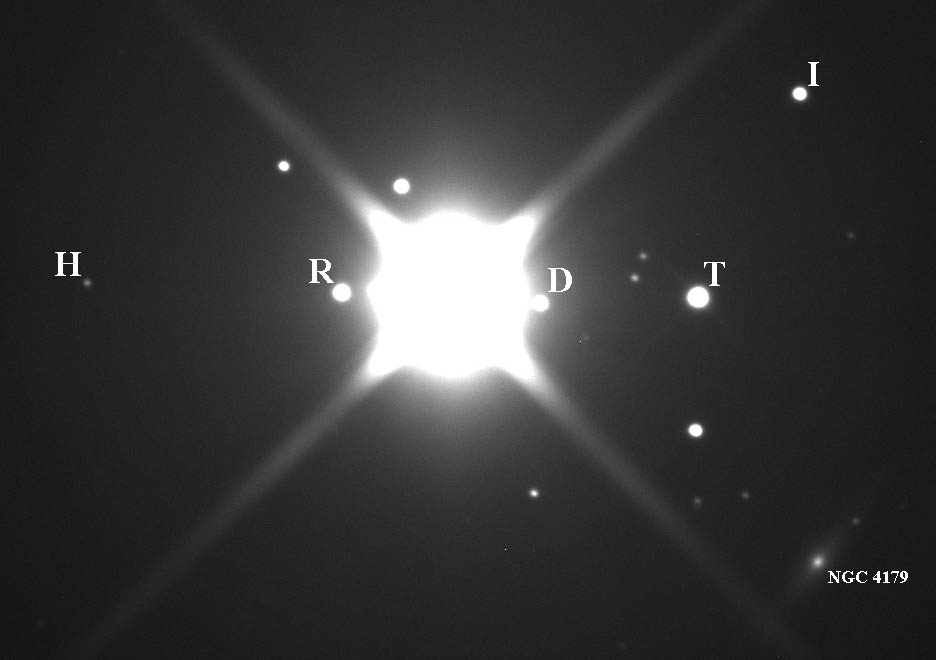
토성(과다노출)과 위성 이아페투스(I), 타이탄(T), 디오네(D), 히페리온(H), 레아(R)를 12.5 인치 망원경으로 바라본 사진.

### 초기 관측
망원경 사진술이 등장하기 전 광학 망원경을 이용한 직접 관측에 의해 토성의 위성 여덟 개가 발견되었다. 토성의 가장 거대한 위성 타이탄은 1655년 크리스티안 하위헌스가 독자적으로 제작한 반사 망원경에 57 밀리미터 대물 렌즈를 장착하여 발견했다. 조반니 도메니코 카시니는 1671년에서 1684년 사이에 테티스, 디오네, 레아, 이아페투스("루이의 별들")를 발견했다. 윌리엄 허셜은 1789년 미마스와 엔셀라두스를 발견했다. W.C. 본드, G.P. 본드, 윌리엄 라셀은 1848년 히페리온을 발견했다.
장시간 노출된 사진건판을 사용하여 이전에 보이지 않던 위성들을 찾을 수 있게 되었다. W.H. 피커링은 이 방식을 이용하여 1899년 포에베를 처음으로 발견했다. 오우딘 돌푸스는 1966년 토성의 10번째 위성을 발견했다. 이때 토성의 고리는 분점 근처에서 지구를 향해 측면을 보이고 있었으며 이 위성은 이후 야누스로 명명되었다. 몇 년 후 야누스 외에 위성 하나가 더 있고 그 위성의 궤도가 야누스와 비슷해야 1966년의 관측 기록들을 설명할 수 있음을 알게 되었다. 이 새로운 천체는 에피메테우스로 토성의 11번째 위성이다. 에피메테우스는 야누스와 똑같은 공전궤도를 공유하며 이는 태양계에 유일하게 존재하는 궤도 공유 사례이다. 1980년 지상 관측으로 위성 세 개를 추가로 발견했으며 이후 보이저 탐사선들이 존재를 검증했다. 이들은 디오네(헬레네)와 테티스(텔레스토, 칼립소)의 트로이 위성이다.

### 우주탐사선 관측
외행성에 대한 연구는 무인 우주 탐사선이 등장하면서 혁명적으로 발전했다. 1980년~1981년 토성에 도달한 보이저는 아틀라스, 프로메테우스, 판도라를 추가로 발견하여 발견된 위성의 총합을 17개까지 늘렸다. 덤으로 에피메테우스와 야누스가 별개 천체임이 확인되었다. 1990년 보이저가 찍은 사진들을 분석하던 중 판이 발견되었다.
2004년 여름 토성에 도달한 카시니 우주선은 미마스와 엔셀라두스 사이에 있는 메토네와 팔레네, 디오네의 두 번째 트로이 위성 폴리데우케스를 발견했다. 카시니는 F 고리에서 위성으로 추정되나 검증되지는 않은 소천체 세 개도 함께 발견했다. 2004년 11월 카시니 연구진은 토성 고리의 구조는 고리 안을 위성 여럿이 더 돌고 있음을 뜻한다고 발표했다. 다만 당시 시각적으로 검증된 존재는 다프니스 하나 뿐이었다. 2007년 안테의 발견 사실이 공표되었다. 2008년 카시니는 레아 근처에서 토성의 자기권 내 에너지를 지닌 전자들이 없어진 것을 관측했다. 이는 토성에서 두 번째로 큰 이 위성에 미약한 고리 구조가 있을 가능성을 보여주는 것이었다. 2009년 3월 G 고리 내 소위성 아이가이온의 발견 사실이 발표되었다. 같은 해 7월 B 고리에 있는 소위성으로는 최초로 S/2009 S 1이 발견되었다. 2014년 4월 A 고리에서 새로운 위성이 태어나는 것으로 추정되는 장면이 촬영되었다. (관련 사진)

### 바깥쪽 위성들

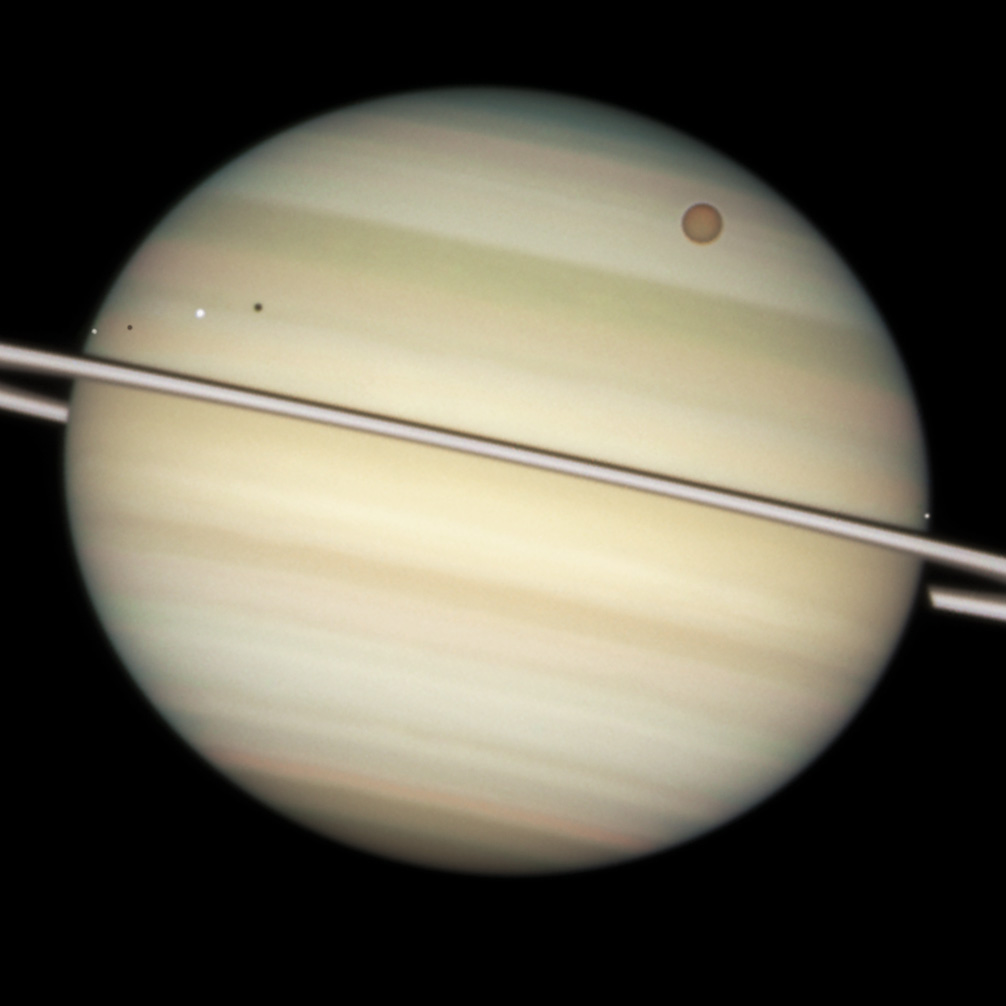
토성 앞을 위성 4개가 동시에 통과하는 장면. 허블 우주망원경 촬영.

디지털 CCD가 사진건 판을 대체하는 등 망원경 장비의 성능이 향상되면서 토성 위성들에 대한 연구 또한 도움을 받았다. 20세기 전반에 걸쳐 토성의 위성 중 심하게 불규칙한 궤도를 지닌 위성으로 알려진 존재는 포에베 하나였다. 그러나 천문학자들은 2000년대에 접어들어 지상에 설치한 망원경을 이용하여 30개가 넘는 불규칙 위성들을 추가로 발견하였다. 2000년 후반 개시한 프로젝트에서 중간 크기 망원경 세 개를 이용하여 위성 13개를 추가로 발견했다. 이들은 토성으로부터 매우 멀리 떨어져 있고 이심률이 높으며 황도 및 토성의 적도면에 대해 크게 기울어진 궤도를 돌고 있다. 이들은 보다 큰 천체들로부터 떨어져 나온 조각들이 토성의 중력에 붙잡힌 것으로 보인다. 2005년 마우나케아 천문대의 관측을 통해 천문학자들은 이전보다 더 작은 토성의 바깥쪽 위성들을 추가로 발견했으며 2006년에는 스바루 8.2 m 망원경을 이용하여 불규칙 위성 아홉 개를 더 찾아냈다. 2007년 4월 타르케크(S/2007 S 1)의 발견 사실이 공표되었으며 같은 해 5월 S/2007 S 2와 S/2007 S 3이 발견되었다. 2019년 불규칙 위성 20개가 추가로 발견되었으며 이로써 토성은 2000년 목성에 빼앗겼던, 위성을 가장 많이 거느린 행성의 지위를 탈환했다.
토성의 위성 82개 중 일부는 실종되었는데 이는 발견 이후 지속적으로 관측하지 못해 궤도를 알아내지 못하여 현재 어느 위치에 있는지 정확히 알 수 없기 때문이다. 2009년부터 이 실종된 위성들을 찾아내기 위한 작업이 진행되고 있지만 이들 중 S/2004 S 13, S/2004 S 17, S/2004 S 12, S/2004 S 7, S/2007 S 3 다섯 개는 아직 찾아내지 못했다.

2019년 10월 기준으로 외행성 4개가 각각 거느린 위성 수를 비교한 도표. 현재 토성이 82개로 가장 많다.

### 명칭
토성 위성의 현대 명칭들은 1847년 존 허셜이 제안한 것이다. 그는 로마 신화에서 시간의 티탄족으로 나오는 사투르누스(그리스 신화 크로노스와 같은 존재)와 관련된 존재들의 명칭을 위성들에 붙일 것을 제안했다. 특히 당대 시점까지 발견된 위성 일곱에는 크로노스의 형제 자매인 티타네스, 티타니데스, 기간테스들의 이름이 붙었다. 1848년 라셀은 여덟 번째 위성에 또다른 티탄족 이름인 히페리온을 붙일 것을 제안했다. 20세기에 접어들어 티탄족의 이름이 고갈되자 새 위성들에는 그리스-로마 신화 내 다른 인물들이나 다른 신화 속 거신들의 이름이 붙었다. 포에베를 제외하고 모든 불규칙 위성들에는 이누이트, 갈리아 신화 신들과 노르드 신화 속 거인들의 이름이 붙었다.
55 판도라, 106 디오네, 577 레아, 1809 프로메테우스, 1810 에피메테우스, 4450 판 등 소행성 중 일부에는 토성의 위성과 똑같은 이름이 붙어 있다. 칼립소(Calypso)와 53 칼립소(53 Kalypso), 헬레네(Helene)와 101 헬레나(101 Helena)처럼 이전에는 토성의 위성과 같은 이름을 쓰다가 국제천문연맹이 소행성의 철자를 고친 사례도 있다.

## 크기

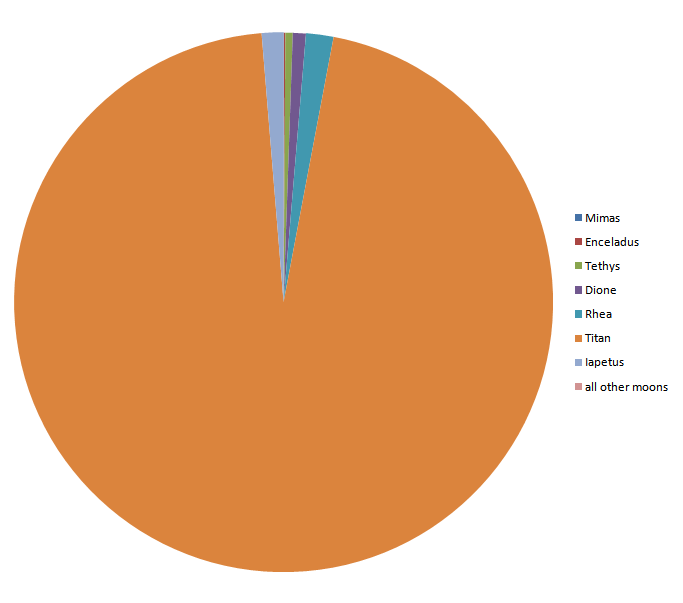
토성 위성들의 상대적 질량. 이 크기에서 미마스, 고리, 소위성들은 보이지 않는다.

토성의 위성계는 매우 일방적으로, 타이탄 하나가 토성의 위성 전체 질량 중 96% 이상을 차지한다. 타이탄을 제외한 타원체 위성 여섯이 대략 전체 질량의 4%를 차지하며 나머지 위성 55개와 토성의 고리를 모두 합친 질량은 전체의 0.04%에 지나지 않는다.
| 토성의 주요 위성(달과 비교) | 토성의 주요 위성(달과 비교)    | 토성의 주요 위성(달과 비교) | 토성의 주요 위성(달과 비교) | 토성의 주요 위성(달과 비교) | 토성의 주요 위성(달과 비교) |
| 이름                        | 지름 (km)                      | 질량 (kg)                   | 궤도반지름 (km)             | 공전주기 (일)               |                             |
| --------------------------- | ------------------------------ | --------------------------- | --------------------------- | --------------------------- | --------------------------- |
| 미마스                      | 396 (달의 12%)                 | 4×1019 (달의 0.05%)         | 185,539 (달의 48%)          | 0.9 (달의 3%)               |                             |
| 엔셀라두스                  | 504 (달의 14%)                 | 1.1×1020 (달의 0.2%)        | 237,948 (달의 62%)          | 1.4 (달의 5%)               |                             |
| 테티스                      | 1,062 (달의 30%)               | 6.2×1020 (달의 0.8%)        | 294,619 (달의 77%)          | 1.9 (달의 7%)               |                             |
| 디오네                      | 1,123 (달의 32%)               | 1.1×1021 (달의 1.5%)        | 377,396 (달의 98%)          | 2.7 (달의 10%)              |                             |
| 레아                        | 1,527 (달의 44%)               | 2.3×1021 (달의 3%)          | 527,108 (달의 137%)         | 4.5 (달의 20%)              |                             |
| 타이탄                      | 5,149 (달의 148%) (화성의 75%) | 1.35×1023 (달의 180%)       | 1,221,870 (달의 318%)       | 16 (달의 60%)               |                             |
| 이아페투스                  | 1,470 (달의 42%)               | 1.8×1021 (달의 2.5%)        | 3,560,820 (달의 926%)       | 79 (달의 290% )             |                             |

## 공전군
그 경계선은 다소 애매하지만 토성의 위성들은 공전 특성에 따라 10개의 무리로 나눌 수 있다. 판과 다프니스처럼 토성 위성들 중 다수는 토성의 고리 체계 안에서 행성을 공전하고 있으며 토성의 자전 주기보다 근소하게 긴 공전 주기를 가진다. 가장 안쪽을 도는 위성들과 규칙위성 대부분은 평균 궤도경사각이 대충 1.5도를 넘지 않으며(예외적으로 이아페투스의 경사각은 7.57도이다.) 공전궤도 이심률이 작다. 반대로 토성 위성계 가장 바깥을 도는 불규칙위성들(특히 노르스군)은 공전궤도 반지름이 수백만 킬로미터이고 공전 주기는 수 년에 이른다. 또한 노르스족에 속하는 위성들은 토성의 자전 방향과 반대쪽으로 공전하고 있다.

### 고리의 소위성들

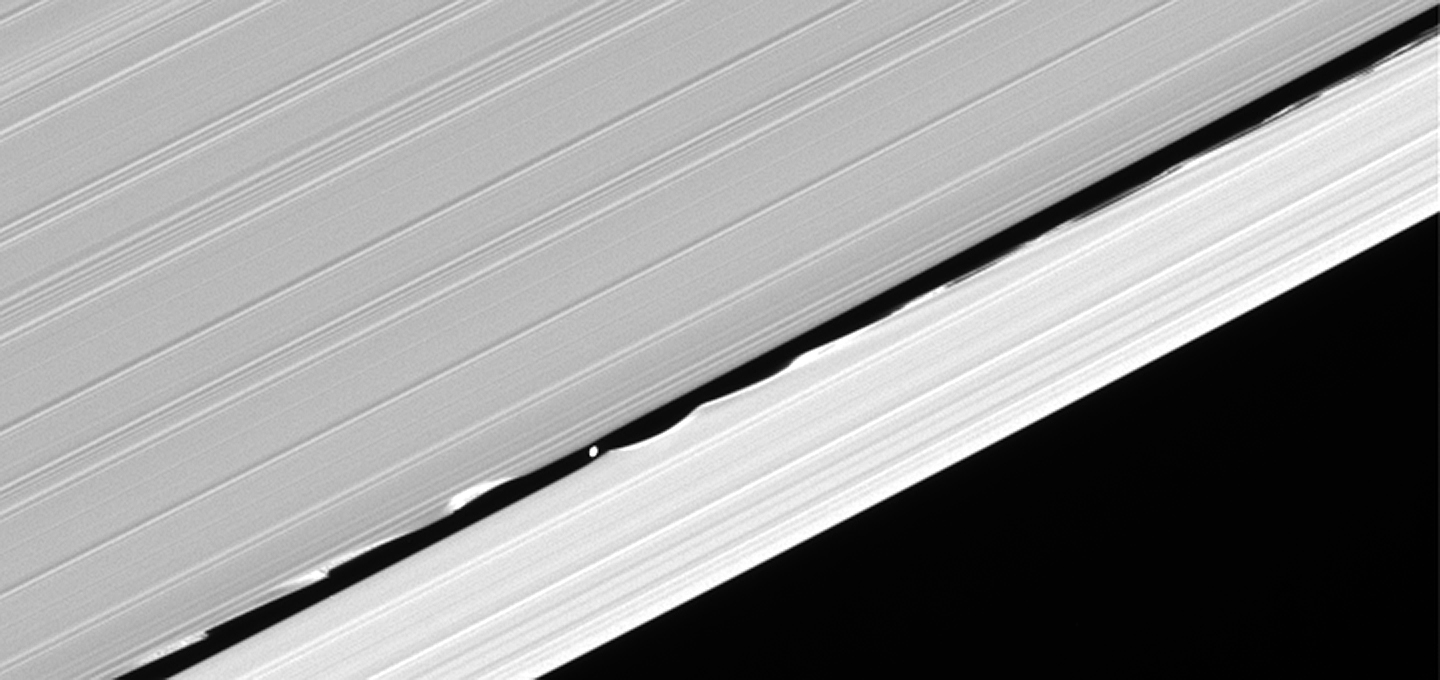
킬러 틈 안에 있는 다프니스

2009년 7월 말 소위성 S/2009 S 1이 B 고리 바깥쪽 경계로부터 480 km 안쪽에서 발견되었다.(위성이 드리우는 그림자를 통해 찾아냈다.) 이 위성의 지름은 300 m이다. A 고리의 소위성들(하단 참조)과는 달리 S/2009 S 1은 '프로펠러' 형상을 만들지 않는데 아마 B 고리의 밀도 때문일 것이다.

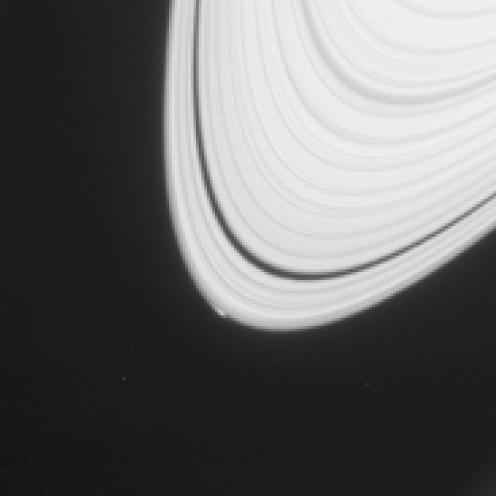
새로운 위성이 만들어지고 있는 과정일지도 모르는 장면. 2014년 4월 15일 촬영.

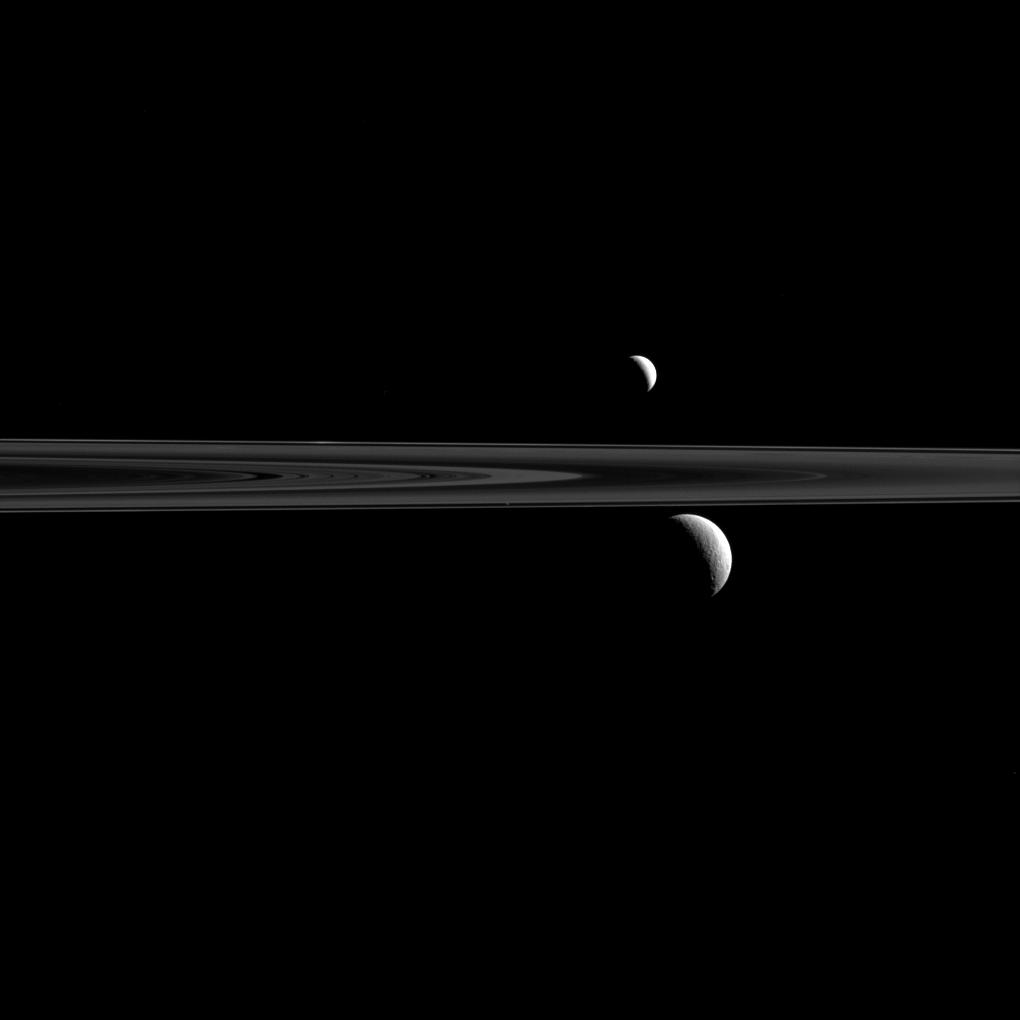
엔셀라두스, 레아와 함께 찍힌 토성의 F 고리

2006년 A 고리를 찍은 카시니 탐사선의 사진들에서 작은 소위성들 네 개가 발견되었다. 이 발견 전까지 A 고리 안에서는 이보다 큰 위성들인 판과 다프니스가 발견된 바 있다. 이 둘은 질량이 충분히 커서 고리 내에 계속 이어지는 틈을 만들 수 있다. 반대로 소위성은 질량이 작아서 폭 10 km 정도의 작은 틈 두 개를 위성 바로 옆에 비행기 프로펠러 비슷한 모양처럼 만드는 데 그친다. 소위성들의 지름은 40 ~ 500 미터 정도로 너무 작아서 직접 관측할 수 없다. 2007년 소위성이 150개 이상 발견되었는데 이들은 엥케 틈보다 바깥에 있는 둘을 제외하고 모두가 A 고리 내 토성 중심으로부터 126,750 km ~ 132,000 km 사이에 있는 좁은 띠 세 개 안에 있다. 띠 각각의 너비는 1,000 km 정도로 토성의 고리 전체 너비의 1%가 되지 않는다. 이 띠들을 제외한 A 고리 나머지 부분에는 소위성들이 없어 교란 현상이 일어나지 않지만, 이 세 띠들도 더 큰 위성들과의 공명으로 일어나는 교란으로부터 상대적으로 자유롭다. 이 소위성들은 아마 더 큰 위성들이 파괴되어 만들어졌을 것이다. A 고리에는 지름 0.8 km 이상의 프로펠러 구조는 7,000 ~ 8,000 개, 0.25 km 이상은 수백만 개가 있을 것으로 추정된다.
F 고리 안에도 비슷한 소위성들이 자리잡고 있을 것이다. 가까운 위성 프로메테우스의 중력 때문에 이 소위성들은 F 고리의 핵심부와 충돌하여 물질을 제트 형태로 뿜어내고 있는 것 같다. 현재 아직 위성으로 확정되지 않은 천체 S/2004 S 6은 F 고리에서 매우 큰 소위성 중 하나일 수 있다. F 고리 핵심부 근처에는 '팬 구조'들이 일시적으로 나타나는데, 이것들은 더 작은 소위성들 때문에 생기는 것으로 보이며 크기는 약 1 km이다.
최근 발견된 위성 중 하나인 아이가이온은 G 고리의 밝은 호 안쪽에 있으며 미마스와 7:6 평균운동 공명 상태에 있다. 이는 미마스가 토성을 여섯 바퀴 돌 때 아이가이온은 정확히 일곱 번을 돈다는 뜻이다. 아이가이온은 G 고리에 먼지를 공급하는 천체들 중 가장 거대하다.
2014년 4월 NASA는 A 고리에서 물질들이 뭉쳐 위성이 태어나는 과정으로 추정되는 현상을 발견했다고 발표했다.

### 양치기 위성

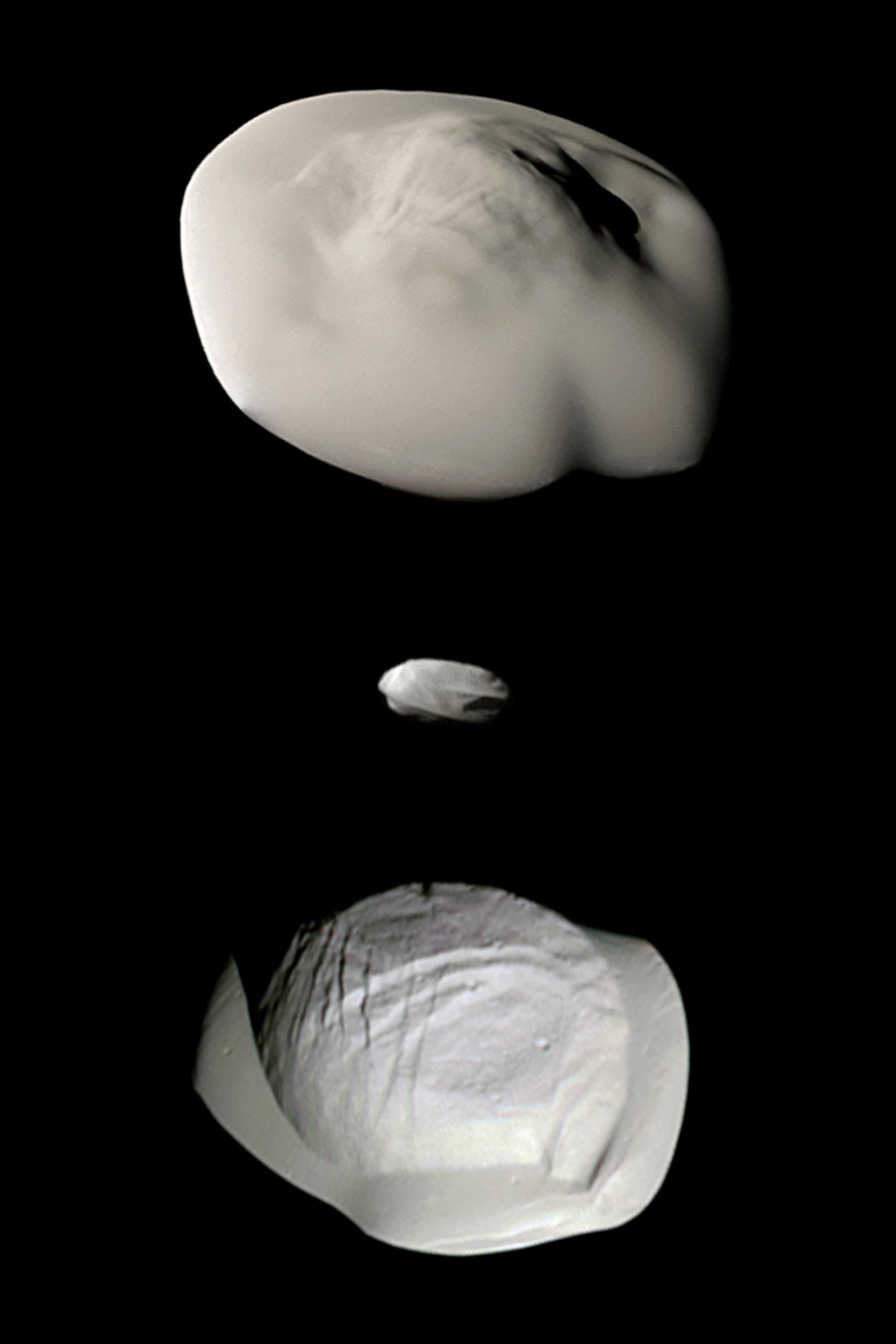
양치기 위성들.(아틀라스, 다프니스, 판)

양치기 위성은 행성의 고리 체계의 안이나 바로 바깥을 도는 작은 위성을 말한다. 이 위성들은 고리를 쪼개서 고리 내부에 날카로운 경계선들과 틈들을 만든다. 토성의 양치기 위성은 판(엥케 간극), 다프니스(킬러 간극), 아틀라스(A 고리), 프로메테우스(F 고리), 판도라(F 고리)가 있다. 이 위성들은 공궤도 위성들(아래 참조)과 마찬가지로, 고리에 있던 구멍투성이 물질들이 무겁고 밀도 높은 핵들에 강착되어 현재 크기로 자라난 것으로 보인다. 위성들을 만든 초기 핵들의 지름은 지금 위성들의 3분의 1에서 2분의 1 정도였으며 이들의 근원은 충돌로 생긴 파편조각들로 보인다.

### 공궤도
야누스와 에피메테우스는 공궤도 위성으로 불린다. 이들은 크기가 거의 같지만 야누스가 에피메테우스보다 근소하게 더 크다. 두 위성은 토성 중심으로부터 측정한 공전궤도 반지름이 고작 수 킬로미터밖에 차이나지 않기 때문에 만약 서로를 가까이 스쳐 지나갈 경우 충돌할 수 있다. 그러나 둘은 충돌하는 대신 중력적 상호작용을 통해 4년에 한 번씩 궤도를 서로 교환하고 있다.

### 안쪽 큰 위성들

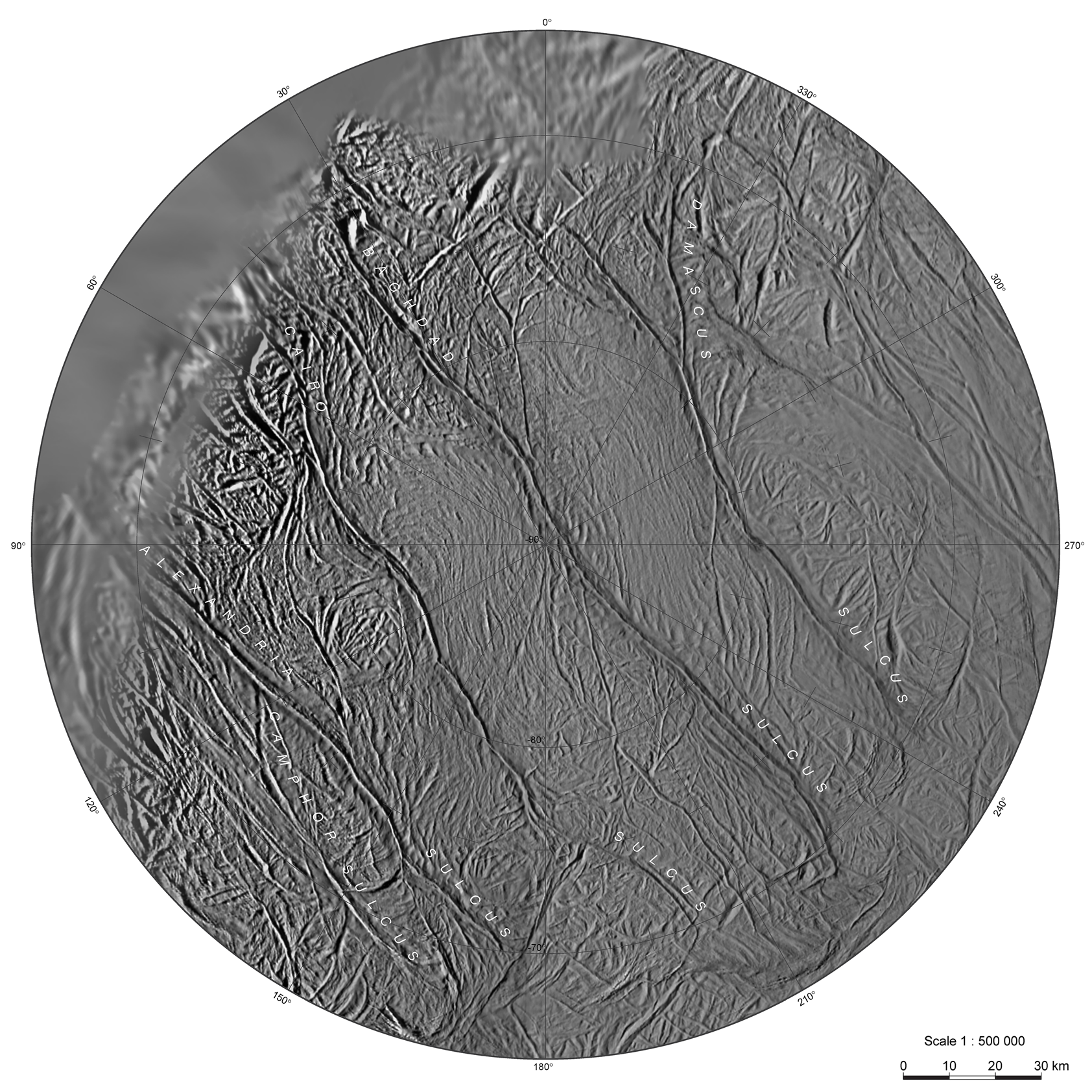
엔셀라두스 표면의 호랑이 줄무늬.

안쪽 궤도를 도는 구형 위성들과, 알키오니데스군에 속하는 작은 위성 셋은 희미한 E 고리 안에 있다.
- 미마스는 안쪽을 도는 구형 위성들 중 크기와 질량이 가장 작지만[39] 그 질량은 메토네의 궤도를 바꾸기에는 충분하다.[48] 미마스는 계란처럼 생긴 외관이 특징으로 토성의 중력 효과로 인해 적도와 극에서의 지름 차이가 약 20 km 난다.[49] 미마스의 순행 반구 쪽에는 반지름의 3분의 1에 이르는 거대한 충돌구 허셜이 있다.[50] 미마스에는 과거부터 현재까지 지질학적 활동이 일어난 흔적이 없으며 표면은 충돌구로 가득하다. 지질 구조상 유일한 특징은 아치형 및 선형의 골짜기들로 이 구조들은 허셜 충돌구 사건으로 미마스가 큰 충격을 받았을 때 생긴 것 같다.[50]
- 엔셀라두스는 구형 모양을 한 토성의 위성들 중 미마스 다음으로 크기가 작지만[49] 작은 위성들 중 유일하게 내부 활동을 하고 있으며, 현 시점을 기준으로 태양계에서 지질학적으로 활동하고 있는 천체들 중 가장 작다.[51] 엔셀라두스의 표면은 복잡한 형태를 하고 있는데, 충돌구로 덮인 오래 된 지형과 충돌구가 몇 없고 매끈한 젊은 지형을 모두 지니고 있다. 엔셀라두스 표면의 많은 평원들은 리니어먼트 구조에 의해 쪼개지고 나눠져 있다.[51] 카시니 호가 발견한 남극 근처 영역은 비정상적으로 따뜻하며 '호랑이 줄무늬'로 불리는 130 km 길이의 균열들로 이루어진 구조가 여기를 쪼개놓고 있다. 이 균열들 중 일부에서 수증기와 먼지로 이루어진 제트가 뿜어져 나온다.[51] 이 제트들은 위성 남극에 거대한 기둥을 만드는데, 이 기둥은 토성의 E 고리에 물질을 보충해 주며[51] 토성의 자기권 안에 이온을 공급하는 주요 근원이 된다.[52] 수증기와 먼지는 초당 100 kg 속도로 방출되고 있다. 엔셀라두스의 남극 표면 아래에는 액체 물이 있을지도 모른다.[51] 이 얼음화산을 만드는 에너지의 근원은 디오네와의 2:1 평균운동 공명인 것으로 보인다.[51] 표면의 순수한 얼음 때문에 엔셀라두스는 태양계에서 가장 밝은 천체이며 기하학적 알베도는 140%가 넘는다.[51]
- 테티스는 토성의 내부 위성들 중 세 번째로 크다.[39] 가장 뚜렷한 특징으로 순행 반구에 있는 거대한 충돌구 오디세우스(지름 400 km)와, 테티스 둘레를 최소 270°까지 두르고 있는 거대한 계곡 구조 이타카 카스마가 있다.[50] 이타카 카스마는 오디세우스와 중심을 공유하는 모양으로 두 구조는 연관성이 있다. 테티스는 현재 어떤 지질학적 활동도 하고 있지 않는 것으로 보인다. 표면 대부분은 충돌구 투성이에 굴곡이 심한 구조로 덮여 있으나 오디세우스 반대편 반구에는 상대적으로 충돌구 규모가 작고 평탄한 지형들이 펼쳐져 있다.[50] 이 평원들은 충돌구 수가 적고 확연히 젊다. 날카로운 경계가 충돌구로 덮인 지형과 이들을 갈라놓는다. 오디세우스에서 펼쳐져 나오는 골짜기들로 이루어진 구조도 있다.[50] 테티스는 밀도(0.985 g/cm3)가 물보다 작아서 대부분이 물의 얼음으로 이루어져 있고 암석이 소량 섞여 있는 것으로 보인다.[38]
- 디오네는 토성의 내위성들 중 두 번째로 크다. 디오네의 밀도는 지질학적으로 죽은 레아보다 크지만, 활동적인 엔셀라두스보다는 작다.[49] 디오네 표면 대부분은 충돌구로 뒤덮인 오래된 지형이지만 이 위성 역시 길게 이어진 골과 리니어먼트 지형 구조를 지니고 있어서 과거에 위성 전체에 걸쳐 암석권의 활동이 있었음을 보여준다.[53] 역행 반구 쪽에는 골짜기와 리니어먼트들이 특히 뚜렷하며, 균열 구조 여러 개가 교차하면서 위스피 터레인(wispy terrain, 몇 가닥 줄기 모양의 지형)을 형성한다.[53] 충돌구가 있는 평지들에는 지름 250 km에 이르는 거대한 충돌구 몇 개가 있다.[50] 디오네 표면에는 넓지는 않지만 충돌구가 드물어 매끈한 평원들 역시 존재한다.[54] 이 평원들은 디오네의 지질학적 역사에서 비교적 최근 일어났던 지각 변동 운동에 의해 표면지형이 새롭게 바뀐 것 같다. 매끈한 평원들 중 두 곳에 길쭉한 충돌구를 닮은 특이한 지형(오목한 모양)이 형성되어 있는데, 이 두 지형 모두 균열들과 골짜기들이 방사형으로 퍼져나가는 구조의 중심부에 있다.[54] 이 지형들은 그 근원이 얼음 화산인 것으로 보인다. 엔셀라두스의 얼음 화산 활동보다 그 규모는 훨씬 작지만, 디오네는 지금도 지질학적으로 살아 있는 것 같다. 카시니 탐사선의 자기장 측정기는 디오네가 엔셀라두스와 마찬가지로 토성의 자기권 내 플라스마의 공급원임을 알아냈는데 이는 디오네가 살아 있는 천체라는 가정과 상통한다.[54]

### 알키오니데스

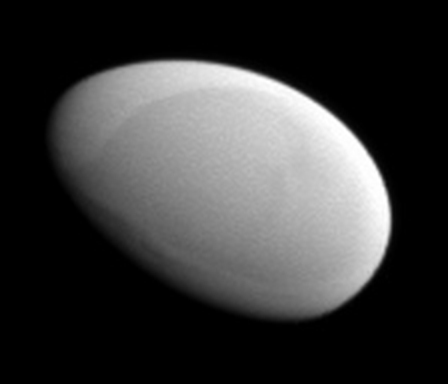
메토네의 순행 반구를 카시니 호가 2012년 5월 20일 촬영한 사진

미마스와 엔셀라두스 사이에 메토네, 안테, 팔레네가 있다. 이들의 이름은 그리스 신화의 알키오니데스에서 따 온 것이다. 이 세 위성은 토성계의 구성원 중에서도 매우 작은 부류에 속한다. 안테와 메토네의 공전 궤도상에는 매우 옅은 고리 호들이 걸쳐 있는 반면에, 팔레네의 궤도에는 옅지만 완전한 고리가 형성되어 있다. 이 세 위성들 중 메토네만 근거리에서 사진 촬영을 하였는데, 달걀 모양 비슷하게 생겼으며 표면에 충돌구가 거의 혹은 전혀 없다.

### 트로이 위성들
트로이 위성들은 토성계에서만 볼 수 있는 독특한 존재들이다. 트로이 천체는 자기보다 훨씬 질량이 큰 위성이나 행성의 라그랑주 점(궤도상에서 앞서가는 L4 점이나 뒤따라가는 L5 점)에 위치한다. 테티스는 트로이 위성으로 텔레스토(선행), 칼립소(후행) 둘을 거느리며, 디오네 역시 헬레네(선행), 폴리데우케스(후행) 둘을 거느린다. 이들 중 헬레네는 가장 큰 트로이 위성이며 폴리데우케스가 가장 작고 공전 궤도 또한 가장 혼란스럽다. 이들 표면에 뒤덮인 먼지 물질은 위성들의 지형을 완만하게 만들어 놓았다.

### 바깥쪽 대형 위성들
다음 위성들은 모두 E 고리 밖에서 토성을 돌고 있다.

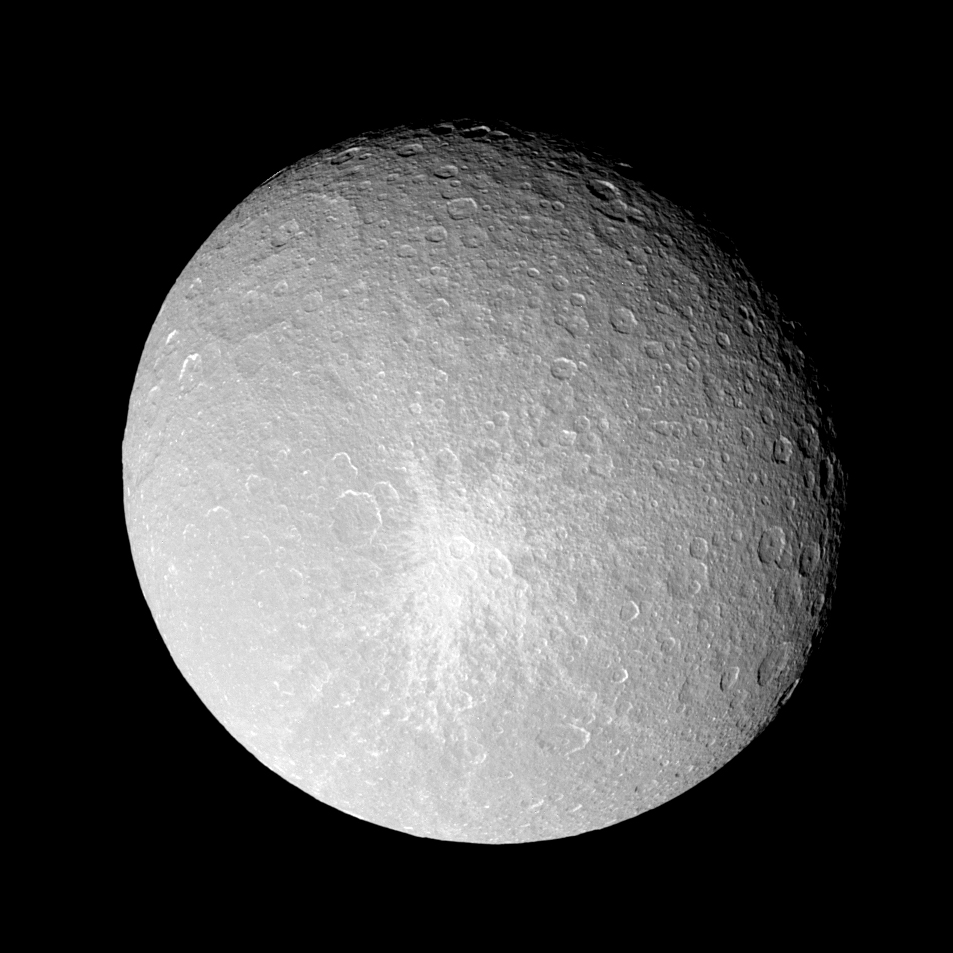
레아의 순행 반구 사진. 중앙부에 나비 모양 비슷하게 흰색 방출물들이 방사형으로 형성되어 있는데 이 구조는 잉크토미 또는 '더 스플래트'(영문으로 '철푸덕' 의성어)로 불린다.

- 레아는 토성의 위성들 중 두 번째로 크다.[49] 2005년 카시니 호는 레아가 만드는 플라스마의 항적파(航跡波) 안에 있던 전자들이 없어진 것을 발견했는데, 이는 토성을 함께 공전하던 토성 자기권의 플라스마가 위성에 흡수되면서 발생하는 현상이다. 레아의 희미한 고리 몇 개에 모인 먼지 크기 입자들 때문에 이 전자 고갈이 발생한 것이라는 가설이 나왔다. 가설이 옳다면 레아는 태양계에서 고리를 지닌 유일한 위성이 될 수 있다.[24] 그러나 이 가설상의 고리면을 카시니 호의 협전방각 카메라로 여러 각도에서 표적 관측하였으나 플라스마 관측 기록들의 근원을 밝혀내지 못했다.[58] 레아의 표면은 여타 위성들처럼 충돌구로 뒤덮여 있으나[50] 디오네의 위스피 터레인과 비슷한, 특이한 지형이 역행 반구 쪽에 몇 개 있다.[59] 또한 적도에 '선' 모양을 한 매우 희미한 구조가 보이는데 이는 현재 또는 과거 레아의 고리로부터 물질이 떨어져 나와 쌓인 것일 수 있다.[60] 레아에서 토성을 등진 면 쪽에는 지름이 대략 400, 500 km 되는 아주 커다란 충돌 분지 두 개가 있다.[59] 첫 번째 티라와는 대략 테티스에 있는 오디세우스 분지와 규모가 엇비슷하다.[50] 서경 112도에는 잉크토미로 불리는 직경 48 km 크기의 충돌구가 있는데[61][참조 2] 이 충돌구는 밝은 색의 방출물들이 방사형으로 퍼져 있어서 눈에 띄게 잘 보이며[62] 토성의 내부 위성에 있는 충돌구들 중 생긴 지 얼마 되지 않은 축에 들어간다.[59] 레아 표면에서 위성의 자체적 활동이 감지된 적은 없다.[59]

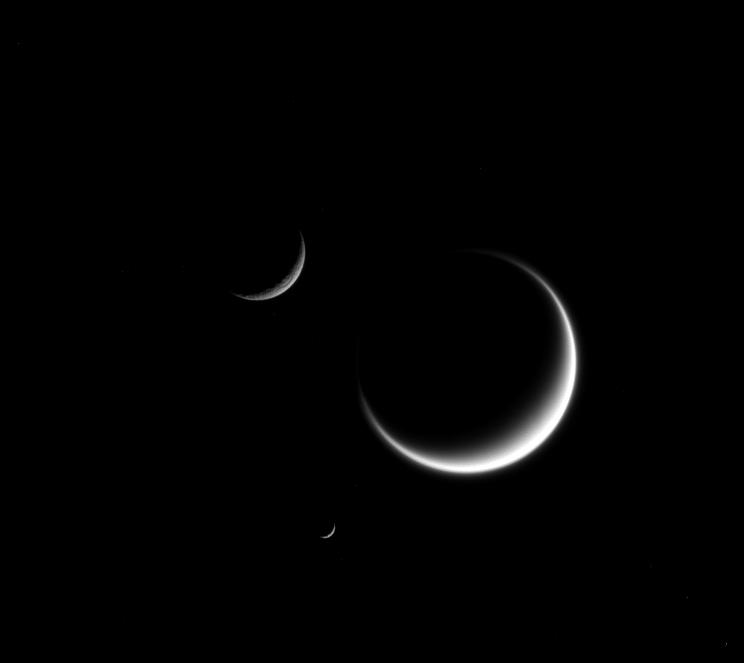
토성의 세 위성 타이탄, 미마스, 레아가 초승달 형상을 하고 있다.

- 타이탄은 지름 5,152 km로 태양계 위성 중 두 번째로 크고 토성의 위성 중 가장 크다.[63][39] 거대한 위성들 중 타이탄은 질소와 미량의 메테인으로 이루어진 짙고(표면 대기압: 1.5 atm) 차가운 대기를 지닌 유일한 존재이다.[64] 이 밀도 높은 대기는 종종 밝고 하얀 적운을 위성의 남극 일대 상공에 형성한다.[64] 2013년 6월 6일 IAA-CSIC의 과학자들은 타이탄의 상층 대기에서 다환 방향족 탄화수소를 발견했다고 공표했다.[65] 2014년 6월 23일 NASA는 타이탄의 대기 속에 있는 질소가 원시 토성을 만든 물질들이 아니라, 혜성들과 연관된 오르트 구름의 물질로부터 왔다는 강력한 증거를 확보했다고 발표했다.[66] 타이탄의 표면은 연무 때문에 관측하기가 어려운데, 충돌구는 몇 개 없으며 매우 젊을 것이다.[64] 표면에는 밝고 어두운 지역들, 액체 통로들, 얼음 화산들로 이루어진 패턴이 존재한다.[64][67] 어두운 지역들 중 일부는 조석 바람이 만들어 낸 종사구(縱砂丘) 벌판이 펼쳐져 있으며 이곳의 모래 재질은 얼음 또는 탄화수소이다.[68] 타이탄은 태양계에서 지구와 함께 액체가 표면에 대량으로 모여 있는 유이(唯二)한 천체로, 액체는 북극과 남극 지역에 메탄-에테인의 호수 형태로 존재한다.[69] 제일 큰 호수인 크라켄 바다는 카스피해보다 크다.[70] 유로파와 가니메데처럼 타이탄 역시 암모니아가 섞인 물의 바다가 지표면 아래 존재하리라고 추측되며 이는 위성의 표면으로 분출하여 얼음 화산을 형성할 것으로 보인다.[67] 2014년 7월 2일 NASA는 타이탄 땅 속에 있는 바닷물이 '지구의 사해만큼 짜다.'라고 발표했다.[71][72]
- 히페리온은 토성의 위성계에서 타이탄과 가장 가까운 이웃 위성이다. 두 위성은 서로에 대해 4:3의 평균운동 공명비를 보이는데 이는 타이탄이 토성을 4회 공전할 동안 히페리온은 정확히 3회 공전한다는 뜻이다.[39] 평균 지름은 약 270 km로 히페리온은 미마스보다 지름과 질량 모두 약간 작다.[73] 위성은 극도로 불규칙한 모양을 하고 있다. 얼음으로 이루어진 표면은 황갈색을 띠고 있으며 스펀지와 비슷하게 생겼는데 내부 역시 곳곳이 비어 있는 것 같다.[73] 히페리온의 평균 밀도는 약 0.55 g/cm3[73]으로 이 값에 따르면 위성의 조성물이 순수하게 얼음으로만 이루어져 있다고 가정해도 다공도(多孔度)는 40%를 초과함을 알 수 있다. 표면은 수많은 충돌구로 덮여 있으며 그중 지름 2~10 km 크기가 특히 많다.[73] 히페리온은 명왕성의 작은 위성들을 제외하면 혼란스러운 자전을 하고 있는 유일한 위성으로 이는 히페리온에 명확히 정의된 극점이나 적도가 없다는 뜻이다. 짧은 시간척도에서 히페리온은 대략 24시간마다 장축이 72~75° 회전하고 있지만 시간척도를 늘리면 위성의 회전축(스핀 벡터)은 하늘에서 혼란스럽게 돌아다닌다.[73] 이 때문에 히페리온의 자전 양상은 본질적으로 예측이 불가능하다.[74]

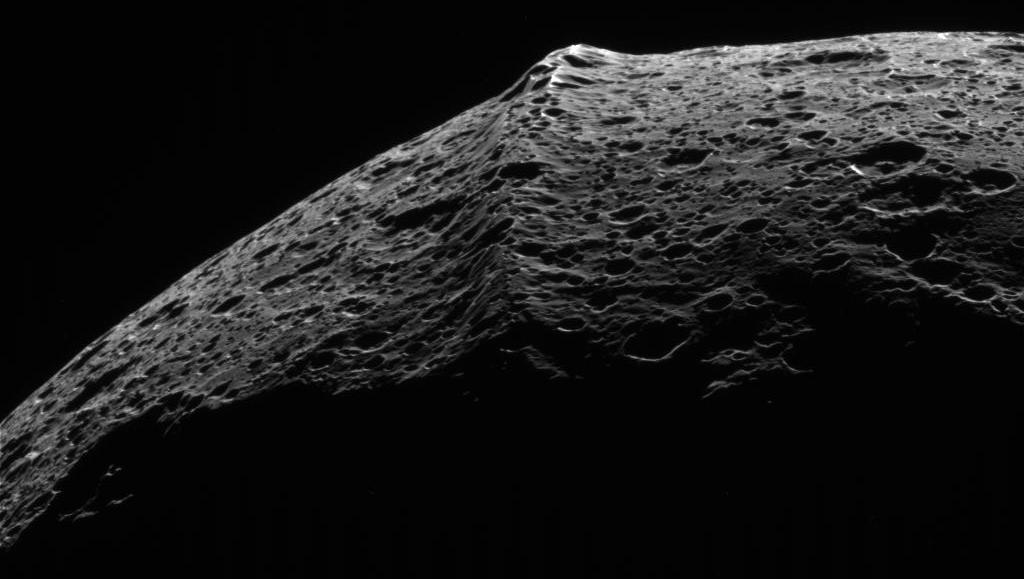
이아페투스 적도에 있는 산등성이.

- 이아페투스는 토성의 위성들 중 세 번째로 크다.[49] 이 위성은 토성의 거대한 위성들 중 토성으로부터 가장 멀리 떨어져 있고(350만 km) 궤도경사각도 15.47°로 제일 크다.[40] 이아페투스는 표면이 두 색채로 나뉘는 것으로 유명한데, 순행 반구 쪽은 칠흑처럼 새까맣고 역행 반구 쪽은 순백의 눈처럼 밝다.[75] 카시니 호가 보낸 사진들에 따르면 어두운 물질은 위성의 순행 반구에서 적도 근처 40°N부터 40°S까지 넓은 영역에 걸친 카시니 레지오 안에 있다.[75] 이아페투스의 양극 지대는 역행 반구 비슷하게 밝게 보인다. 카시니 호는 적도에 있는 20 km 높이의 산등성이도 발견했는데 이 지형은 거의 위성의 적도 전체를 두르고 있다.[75] 다만 이아페투스 표면의 어두운 면과 밝은 면은 모두 오래 되었으며 충돌구로 뒤덮여 있다. 사진들을 통해 적어도 지름이 380 ~ 550 km에 이르는 거대한 충돌구 분지 넷과, 그보다 작은 충돌구가 다수 존재함이 드러났다.[75] 위성 내부에서 활동이 일어난 증거는 아직까지 발견되지 않았다.[75] 이아페투스의 확연하게 대비되는 밝고 어두운 표면 색채의 원인일지도 모르는 증거가 2009년 발견되었다. NASA의 스피처 우주망원경은 위성 포에베의 궤도 바로 안쪽에 형성되어 있는, 거대하면서 거의 보이지 않는 원반인 포에베 고리를 발견했다.[76] 과학자들은 이 원반이 포에베 표면에 가해진 충돌로 튀어나온 먼지와 얼음 조각들로 이루어져 있다고 추정하고 있다. 포에베와 마찬가지로 포에베 고리를 이루는 입자들도 토성을 이아페투스와 반대 방향으로 공전하고 있어서, 이아페투스는 토성 방향으로 끌려 들어오는 포에베 입자들과 충돌하여 순행 반구를 살짝 검게 물들인다.[76] 이아페투스의 양쪽 반구 사이에 알베도와 평균 온도에 차이가 생기면, 따뜻한 지역에서 물의 얼음이 승화하는 열폭주가 일어난 뒤 차가운 지역 표면에 승화된 수증기가 증착된다. 밝고 얼음이 덧씌워진 영역과, 표면에 있던 얼음이 사라진 뒤 남은 물질들로 이루어진 어두운 색의 영역이 현재 이아페투스의 두 가지 대조적인 색채를 구성하고 있다.[77][78]

### 불규칙 위성들

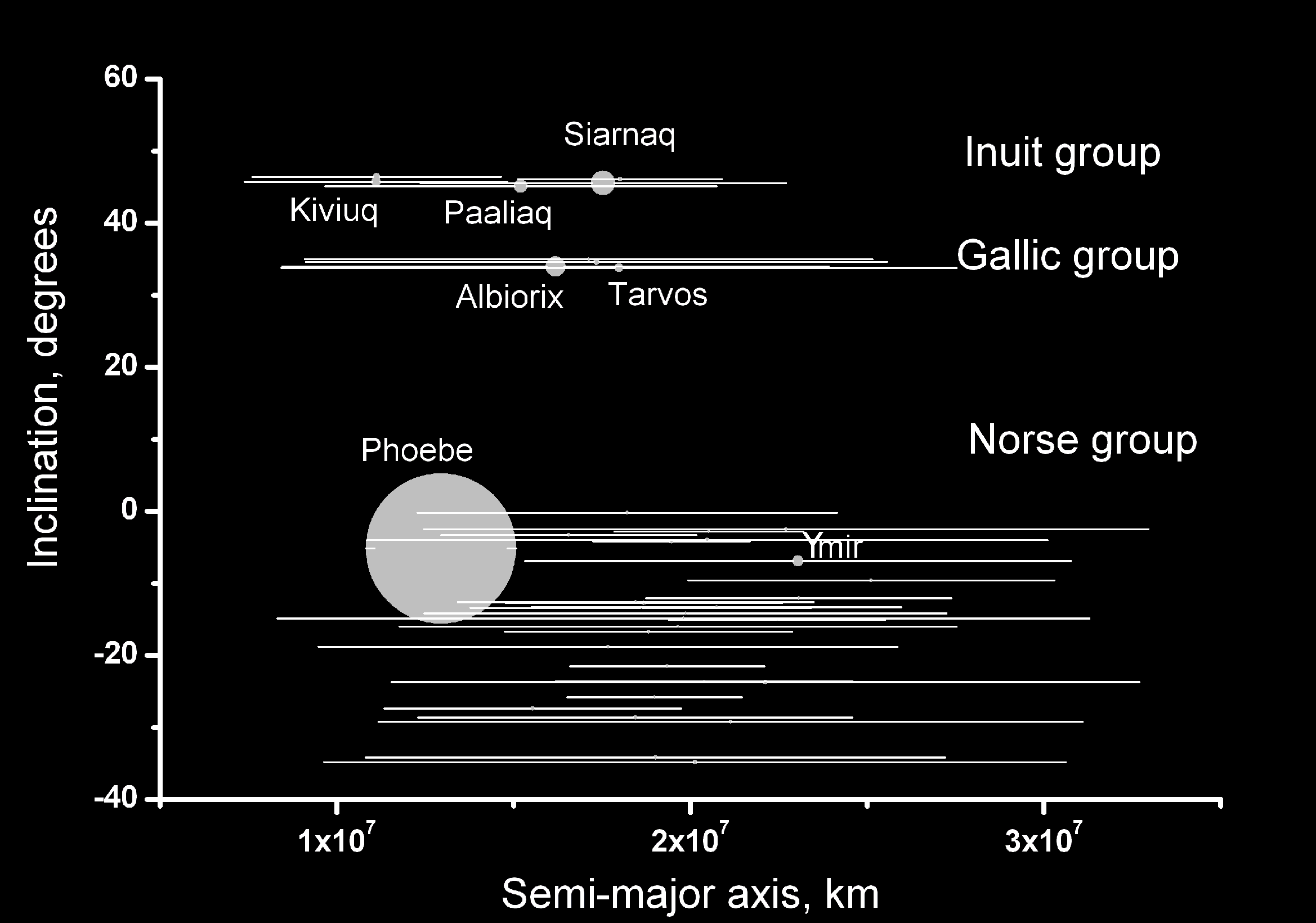
토성의 불규칙 위성들의 궤도를 표시한 도표. X축은 토성으로부터의 거리(단위: km), Y축은 위성의 궤도경사각(단위: 도)이다. 궤도의 이심률은 천체의 근점에 비해 원점이 얼마나 큰가를 보여주는 척도이다. 양의 경사각 값을 갖는 위성들은 순행 위성, 음의 값을 갖는 것들은 역행 위성이다. 이누이트군과 갈릭군은 순행 공전을 하나 노르스군은 역행 공전을 한다.

불규칙 위성들은 작은 위성들로 공전궤도 반지름이 크고, 경사각이 크며, 역행 공전을 하는 경우가 많고, 어머니 행성이 포획 과정을 통해 위성으로 거느리게 된 것으로 보인다. 이들은 보통 충돌군(群)이나 충돌족(族)의 일원으로 존재한다. 불규칙 위성들의 정확한 크기나 알베도는 확실하게 밝혀지지 않았는데 그 이유는 이 위성들은 너무 작아서 망원경으로 식별 관측하기가 힘들기 때문이다. 다만 알베도의 경우 일반적으로 매우 낮아서, 약 6%(포에베의 알베도) 또는 그보다 아래일 것으로 추정하고 있다. 일반적으로 이들의 가시광선 및 근적외선 스펙트럼에는 물의 흡수대(帶)들이 특징 없이 두드러지게 나타난다. 불규칙 위성들은 C형 혹은 P형, D형 소행성들 비슷한 연적색을 띠나 카이퍼 벨트의 천체들에 비하면 붉은 정도가 훨씬 덜하다.

#### 이누이트군
이누이트군에는 순행 방향으로 토성을 도는 외위성 일곱 개가 속해 있다. 이들은 토성으로부터의 거리(토성 반지름의 186~297배), 궤도경사각(45~50°), 색상 등에서 유사한 무리이다. 구성원들은 키비우크, 이지라크, 팔리아크, 시아르나크, 타르케크와 이름이 붙지 않은 S/2004 S 29, S/2004 S 31 둘이다. 이들 중 가장 큰 위성은 시아르나크로 지름은 약 40 km이다.

#### 갈릭군
갈릭군에는 순행 방향으로 토성을 공전하는 외위성 네 개가 속해 있다. 이들은 토성으로부터의 거리(토성 반지름의 207~302배), 공전궤도 경사각(35~40°), 색채가 비슷하여 같은 무리로 묶을 수 있다. 구성원 넷은 알비오릭스, 베비온, 에리아푸스, 타르보스이다. 넷 중 제일 거대한 위성은 알비오릭스로 지름은 약 32 km이다. S/2004 S 24 가 갈릭군에 속할 가능성이 있으나 자격을 충족할지의 여부는 보다 심화된 관측을 해야 알 수 있을 것으로 보인다. S/2004 S 24는 순행 방향으로 공전하는 토성의 위성들 중에서 행성으로부터 가장 멀리 떨어져 있다.

#### 노르스군

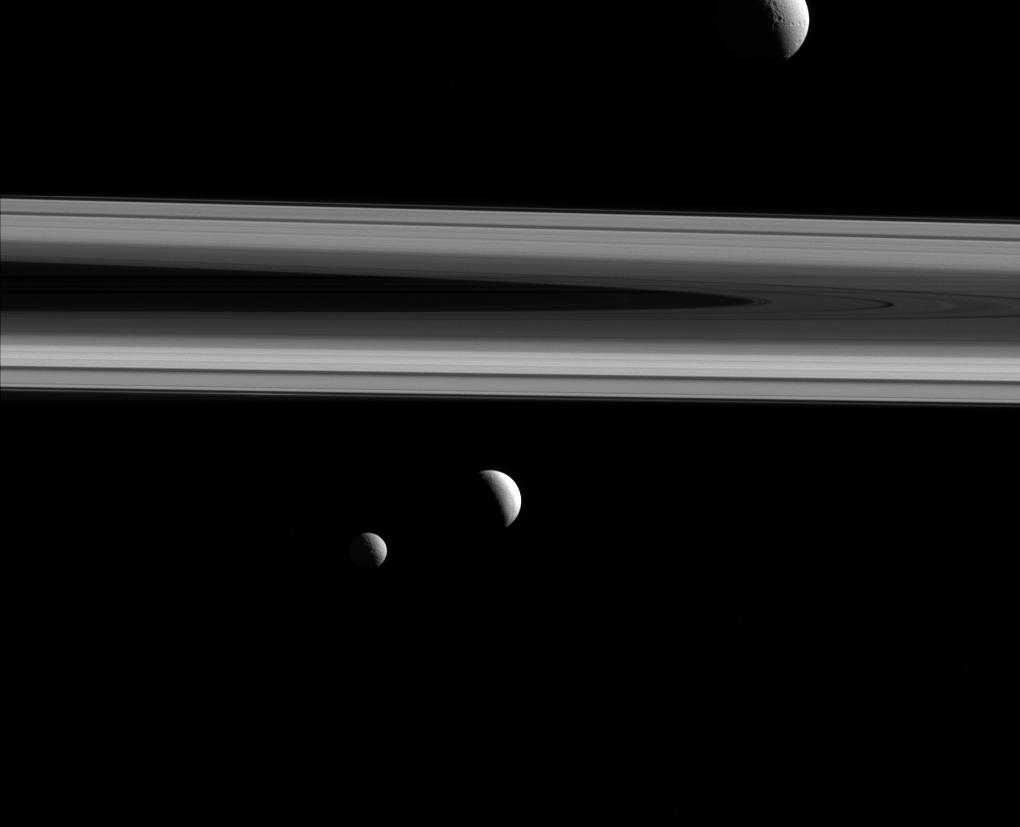
토성의 고리와 테티스, 엔셀라두스, 미마스.

노르스군(또는 포에베군)에는 역행 방향으로 토성을 도는 외위성 46개가 속해 있다. 구체적으로 아에기르, 베르겔미르, 베스틀라, 파르바우티, 펜리르, 포르뇨트, 그레이프, 하티, 히로킨, 야른삭사, 카리, 로게, 문달파리, 나르비, 포에베, 스카티, 스콜, 수르투르, 수툰그르, 트리므르, 이미르, 이름이 붙지 않은 위성 25개가 이 군의 구성원들이다. 알려진 역행 방향 불규칙 위성들 중 포에베 다음으로 큰 천체는 이미르이나, 지름은 18 km밖에 되지 않는다. 노르스군을 다시 여러 하위 군들로 나눌 수 있다.
- 포에베는 지름이 213 ± 1.4 km로 토성의 불규칙 위성들 중 가장 거대하다.[27] 이 위성은 역행 방향으로 토성을 돌고 있으며 자전축을 기준으로 9.3 시간마다 1회 자전한다.[79] 카시니 탐사선이 최초로 상세히 연구한 천체이기도 하다. 카시니 호는 2004년 6월 포에베 옆을 지나가면서 이 위성의 표면 90% 가까이를 지도화할 수 있었다. 포에베는 구체에 가까운 외관을 하고 있으며 밀도는 토성 위성들 치고 제법 높아 약 1.6 g/cm3이다.[27] 카시니 호가 찍은 사진들에서 포에베의 어두운 표면은 수많은 충돌구로 덮여 있는데 지름 10 km가 넘는 것이 130개 정도 된다. 분광기 측정을 통해 포에베의 표면은 물의 얼음, 이산화탄소, 층상 규산염 광물, 유기 물질, 철이 포함된 것 같은 광물들로 이루어져 있음이 밝혀졌다.[27] 포에베는 카이퍼 대에서 온 센타우루스군 소행성이 토성의 중력에 붙잡힌 것으로 추정된다.[27] 포에베는 토성계에서 가장 거대한 고리 구조에 물질을 공급하고 있으며 이 물질은 이아페투스의 순행 반구를 검게 변색시키고 있다.[76]

## 목록

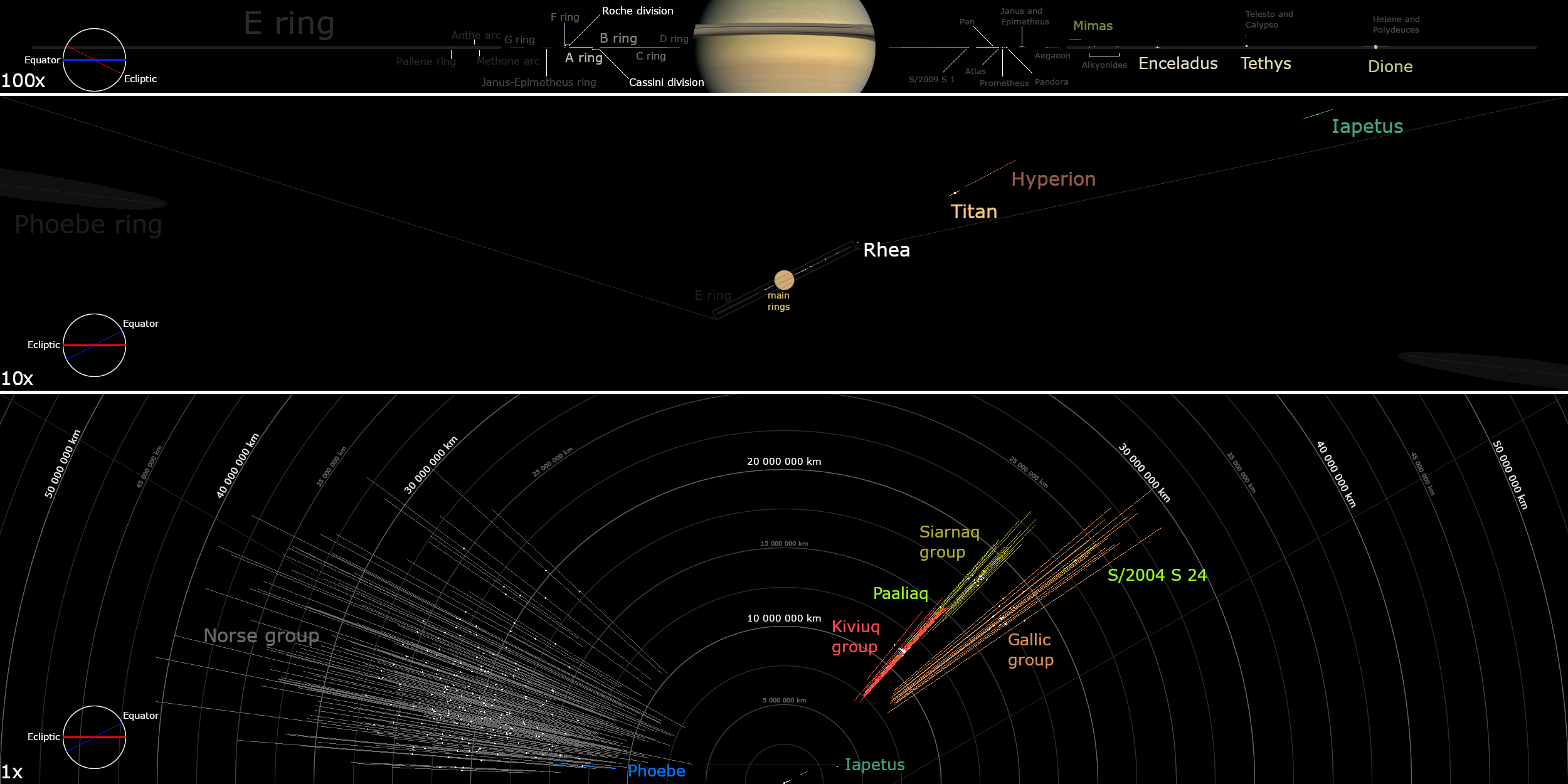
토성의 고리와 위성계의 공전 궤도 경사각과 공전 거리를 여러 축척으로 표현한 그림. 저명한 위성, 위성군, 토성 고리의 부분명칭에는 레이블을 붙였다. 고해상도 버전은 그림 클릭.

### 확인된 위성들
아래 토성의 위성들은 공전 주기(혹은 긴반지름)가 짧은 것부터 차례대로 나열하였다. 질량이 충분해서 표면이 붕괴하여 타원체 모양을 유지하는 위성들은 볼드체로 강조하였으며 불규칙 위성들은 셀의 색을 적색, 오렌지색, 회색으로 표시하였다.
| 기호 설명        | 기호 설명 | 기호 설명    | 기호 설명 | 기호 설명  |
| ---------------- | --------- | ------------ | --------- | ---------- |
| † 주요 얼음 위성 | ♠ 타이탄  | ‡ 이누이트군 | ♦ 갈릭군  | ♣ 노르스군 |

| 순서 | 레이블  | 이름         | 사진 | 절대등급 | 지름 (km)                             | 질량 (×1015 kg) | 긴반지름 (km)               | 공전주기 (d)        | 경사각   | 이심률                 | 위치                                                        | 발견 도 | 발견자                                                |
| ---- | ------- | ------------ | --- | -------- | ------------------------------------- | --------------- | --------------------------- | ------------------- | -------- | ---------------------- | ----------------------------------------------------------- | ------- | ----------------------------------------------------- |
| 1    |         | S/2009 S 1   | | ≈20?     | ≈ 0.3                                 | < 0.0001        | ≈ 117000                    | ≈ 0.47              | ≈ 0°     | ≈ 0                    | B 고리 바깥쪽                                               | 2009    | 카시니 호                                             |
|      |         | (소위성들)   | A noisy image showing a few bright dots marked by circles | ?        | 0.04 ~ 0.4 (에어하트)                 | < 0.0001        | ≈ 130000                    | ≈ 0.55              | ≈ 0°     | ≈ 0                    | A 고리 내 세 띠(각각의 폭이 1,000 km)                       | 2006    | 카시니 호                                             |
| 2    | XVIII   | 판           | A bright fuzzy band (rings of Saturn) is running from the left to right. In the center a bright irregularity shaped body is superimposed on its upper edge. A narrow grayish band, which is a part of the main band, partially covers the body. | 9.1      | 28.2±2.6 (34.4 × 31.4 × 20.8)         | 4.95±0.75       | 133584                      | +0.57505            | 0.001°   | 0.000035               | 엥케 간극                                                   | 1990    | M. 쇼월터                                             |
| 3    | XXXV    | 다프니스     | Two bright bands run from the left to right. In the narrow gap between them (Keeler gap), which has wavy edges, a small oblong object can be seen. | 12.0     | 7.6±1.6 (8.6 × 8.2 × 6.4)             | 0.084±0.012     | 136505                      | +0.59408            | ≈ 0°     | ≈ 0                    | 킬러 틈                                                     | 2005    | 카시니 호                                             |
| 4    | XV      | 아틀라스     | An irregularly shaped body is fully illuminated. The body, which looks like a cone viewed from the south pole, is elongated downward. | 10.7     | 30.2±1.8 (40.8 × 35.4 × 18.8)         | 6.6±0.045       | 137670                      | +0.60169            | 0.003°   | 0.0012                 | A 고리의 바깥쪽 양치기 위성                                 | 1980    | 보이저 1호                                            |
| 5    | XVI     | 프로메테우스 | An irregularly shaped oblong body is fully illuminated. It is elongated in the direction from the right to left. Its surface is covered by craters. There is valley at the top. | 6.5      | 86.2±5.4 (135.6 × 79.4 × 59.4)        | 159.5±1.5       | 139380                      | +0.61299            | 0.008°   | 0.0022                 | F 고리의 안쪽 양치기 위성                                   | 1980    | 보이저 1호                                            |
| 6    | XVII    | 판도라       | An irregularly shaped body is half illuminated from the bottom. The terminator runs from the left to right. The surface is covered by numerous craters. | 6.6      | 81.4±3.0 (104 × 81 × 64)              | 137.1±1.9       | 141720                      | +0.62850            | 0.050°   | 0.0042                 | F 고리의 바깥쪽 양치기 위성                                 | 1980    | 보이저 1호                                            |
| 7a   | XI      | 에피메테우스 | A partially-illuminated irregular body, which has a shape remotely resembling a cube. The body's surface consists of ridges and valleys and is covered by craters. | 5.6      | 116.2±3.6 (129.8 × 114 × 106.2)       | 526.6±0.6       | 151422                      | +0.69433            | 0.335°   | 0.0098                 | 야누스와 궤도를 공유                                        | 1977    | J. 파운틴, S. 라르손                                  |
| 7b   | X       | 야누스       | An irregular body, whose outline looks like an approximate circle in this image. It is illuminated from the bottom-left. The terminator runs from the top-left to bottom-right. The surface is covered by craters. | 4.7      | 179.0±2.8 (203 × 185 × 152.6)         | 1897.5±0.6      | 151472                      | +0.69466            | 0.165°   | 0.0068                 | 에피메테우스와 궤도를 공유                                  | 1966    | A. 돌푸스                                             |
| 9    | LIII    | 아에가에온   | Image of Aegaeon. | ≈20.3?   | ≈ 0.66                                | ≈ 0.0001        | 167500                      | +0.80812            | 0.001°   | 0.0002                 | G 고리 소위성                                               | 2008    | 카시니 호                                             |
| 10   | I       | †미마스      | A spherical body is half illuminated from the left. The terminator runs from the top to bottom in the vicinity of the right limb. A large crater with a central peak sits on the terminator slightly to the right and above the center of the body. It makes the body look like the Death Star. There are numerous smaller craters. | 4.2      | 396.4±0.8 (415.6 × 393.4 × 381.2)     | 37493±31        | 185404                      | +0.942422           | 1.566°   | 0.0202                 |                                                             | 1789    | W. 허셜                                               |
| 11   | XXXII   | 메토네       | From May 2012 flyby | 13.8     | 2.9±0.06 (3.88 ×2.58 ×2.42)           | ≈ 0.02          | 194440                      | +1.00957            | 0.007°   | 0.0001                 | 알키오니데스                                                | 2004    | 카시니 호                                             |
| 12   | XLIX    | 안테         | | 14.8     | 1.8                                   | ≈ 0.0015        | 197700                      | +1.05089            | 0.1°     | 0.0011                 | 알키오니데스                                                | 2007    | 카시니 호                                             |
| 13   | XXXIII  | 팔레네       | In the center is Pallene, a moon of Saturn | 12.9     | 4.44±1.2 (5.76 × 4.16 × 3.68)         | ≈ 0.05          | 212280                      | +1.15375            | 0.181°   | 0.0040                 | 알키오니데스                                                | 2004    | 카시니 호                                             |
| 14   | II      | †엔셀라두스  | A spherical body is half illuminated from the right. The terminator runs from the top to bottom in the vicinity of the left limb. In the center and at the top there are heavily cratered areas. | 1.7      | 504.2±0.4 (513.2 × 502.8 × 496.6)     | 108022±101      | 237950                      | +1.370218           | 0.010°   | 0.0047                 | E 고리를 만듦                                               | 1789    | W. 허셜                                               |
| 15   | III     | †테티스      | A spherical heavily cratered body is illuminated from the bottom. The terminator runs from the left to right in the vicinity of the top limb. There is a wide curved graben running from the center of the body to the bottom. It is Ithaca Chasma. | 0.3      | 1062.2±1.2 (1076.8 × 1057.4 × 1052.6) | 617449±132      | 294619                      | +1.887802           | 0.168°   | 0.0001                 |                                                             | 1684    | G. 카시니                                             |
| 15a  | XIII    | 텔레스토     | | 8.7      | 24.8±0.8 (32.6 × 23.6 × 20)           | ≈ 9.41          | 294619                      | +1.887802           | 1.158°   | 0.0000                 | 테티스를 앞서가는 트로이 위성                               | 1980    | B. 스미스, H. 리테마, S. 라르손, J. 파운틴            |
| 15b  | XIV     | 칼립소       | An oblong reddish body is seen in this low resolution image. | 8.7      | 21.4±1.4 (30.2 × 23 × 14)             | ≈ 6.3           | 294619                      | +1.887802           | 1.473°   | 0.0000                 | 테티스 뒤를 따라가는 트로이 위성                            | 1980    | D. 파스쿠, P. 세이델만, W. 바움, D. 커리              |
| 18   | IV      | †디오네      | A spherical body is half illuminated from the right. The terminator is running from the top to bottom slightly to the left off the center. The central part of the body is smooth and has only a few craters. A heavily cratered terrain is near the right limb. A part of a large crater is intersected by the terminator in the lower-left corner. To the left of it there is a long crack running parallel to the terminator. | 0.4      | 1122.8±0.8 (1128.8 × 1122.6 × 1119.2) | 1095452±168     | 377396                      | +2.736915           | 0.002°   | 0.0022                 |                                                             | 1684    | G. 카시니                                             |
| 18a  | XII     | 헬레네       | An irregularly shaped body illuminated from the left. Its surface is covered by numerous impact craters. | 7.3      | 35.2±0.8 (43.4 × 38.2 × 26)           | ≈ 24.46         | 377396                      | +2.736915           | 0.212°   | 0.0022                 | 디오네를 앞서가는 트로이 위성                               | 1980    | P. 라케스, J. Lecacheux                               |
| 18b  | XXXIV   | 폴리데우케스 | A small oblong body is barely resolved in this image. | 13.5     | 2.6±0.8 (3 × 2.5 × 2)                 | ≈ 0.03          | 377396                      | +2.736915           | 0.177°   | 0.0192                 | 디오네를 따라가는 트로이 위성                               | 2004    | 카시니 호                                             |
| 21   | V       | †레아        | A spherical body is almost fully illuminated. The terminator is running near the top edge. The surface is covered by numerous craters. Two partially overlapping large craters can be seen above the center. One that is younger is above and to the right from the older one. | -0.2     | 1527.6±1.2 (1532.4 × 1525.6 × 1524.4) | 2306518±353     | 527108                      | +4.518212           | 0.327°   | 0.001258               |                                                             | 1672    | G. 카시니                                             |
| 22   | VI      | ♠타이탄      | | -1.3     | 5152±0.18 (5149 × 5149 × 5150)        | 134520000±20000 | 1221930                     | +15.94542           | 0.3485°  | 0.0288                 |                                                             | 1655    | C. 하위헌스                                           |
| 23   | VII     | †히페리온    | An irregularly shaped oblong body is illuminated from the left. The terminator is near the right limb. The body is elongated in the top-bottom direction. The surface is punctured by numerous impact craters, which make it look like a sponge or cheese. | 4.8      | 270±8 (360.2 × 266 × 205.4)           | 5620±50         | 1481010                     | +21.27661           | 0.568°   | 0.123006               | 타이탄과 4:3으로 공명                                       | 1848    | W. 본드, G. 본드, W. 라셀                             |
| 24   | VIII    | †이아페투스  | A walnut shaped body illuminated from the bottom-left. The terminator runs from the top to right along the top-right limb. An equatorial ridge runs from the left to right and is convex in the direction of the bottom-left. Above and below it there are dark areas. Above the upper dark area and below the lower one there are bright poles. There numerous craters. Three among them are very large: one sits on the limb at the right another is in the center above the ridge. The third is below the ridge near the left limb. | 0.6      | 1472±5.6 (1492 × 1491 × 1424)         | 1805635±375     | 3560820                     | +79.3215            | 15.47°   | 0.028613               |                                                             | 1671    | G. 카시니                                             |
| 25   | XXIV    | ‡키비우크    | | 12.7     | ≈ 16                                  | ≈ 2.79          | 11294800                    | +448.16             | 49.087°  | 0.3288                 | 이누이트군                                                  | 2000    | B. 글래드먼, J. 카벨라르스 외                         |
| 26   | XXII    | ‡이지라크    | | 13.2     | ≈ 12                                  | ≈ 1.18          | 11355316                    | +451.77             | 50.212°  | 0.3161                 | 이누이트군                                                  | 2000    | B. 글래드먼, J. 카벨라르스 외                         |
| 27   | IX      | ♣†포에베     | An approximately spherical heavily cratered body is illuminated from the bottom-right. The terminator runs near the left and top limbs. There is huge crater at the top, which affects the shape, and another slightly smaller at the bottom. | 2.0      | 213.0±1.4 (218.8 × 217 × 203.6)       | 8292±10         | 12869700                    | −545.09             | 173.047° | 0.156242               | 노르스군                                                    | 1899    | W. 피커링                                             |
| 28   | XX      | ‡팔리아크    | | 11.9     | ≈ 22                                  | ≈ 7.25          | 15103400                    | +692.98             | 46.151°  | 0.3631                 | 이누이트군                                                  | 2000    | B. 글래드먼, J. 카벨라르스 외                         |
| 29   | XXVII   | ♣스카티      | | 14.2     | ≈ 8                                   | ≈ 0.35          | 15672500                    | −732.52             | 149.084° | 0.246                  | 노르스(스카티)군                                            | 2000    | B. 글래드먼, J. 카벨라르스 외                         |
| 30   |         | ♣S/2004 S 37 | | 15.9     | ≈ 4                                   | ≈ 0.05          | 15892000                    | −748.18             | 162.937° | 0.4965                 | 노르스군                                                    | 2019    | S. 셰퍼드, D. 제빗, J. 클리나                         |
| 31   |         | ♣S/2007 S 2  | | 15.7     | ≈ 4                                   | ≈ 0.05          | 16055000                    | −759.71             | 176.65°  | 0.2370                 | 노르스군                                                    | 2007    | S. 셰퍼드, D. 제빗, J. 클리나, B. 마즈든              |
| 32   | XXVI    | ♦알비오릭스  | | 11.4     | ≈ 32                                  | ≈ 22.3          | 16266700                    | +774.58             | 38.042°  | 0.477                  | 갈릭군                                                      | 2000    | M. 홀먼                                               |
| 33   |         | ‡S/2004 S 29 | | 15.8     | ≈ 4                                   | ≈ 0.05          | 16981000                    | +826.44             | 45.102°  | 0.4401                 | 이누이트군                                                  | 2019    | S. 셰퍼드, D. 제빗, J. 클리나, B. 마즈든              |
| 34   | XXXVII  | ♦베비온      | | 14.9     | ≈ 6                                   | ≈ 0.15          | 17153520                    | +838.77             | 40.484°  | 0.333                  | 갈릭군                                                      | 2004    | S. 셰퍼드, D. 제빗, J. 클리나                         |
| 35   | XXVIII  | ♦에리아푸스  | | 13.7     | ≈ 10                                  | ≈ 0.68          | 17236900                    | +844.89             | 38.109°  | 0.4724                 | 갈릭군                                                      | 2000    | B. 글래드먼, J. 카벨라르스 외                         |
| 36   | XLVII   | ♣스콜        | | 15.4     | ≈ 6                                   | ≈ 0.15          | 17473800                    | −862.37             | 155.624° | 0.418                  | 노르스군                                                    | 2006    | S. 셰퍼드, D. 제빗, J. 클리나                         |
| 37   |         | ‡S/2004 S 31 | | 15.6     | ≈ 4                                   | ≈ 0.05          | 17568000                    | +869.65             | 48.815°  | 0.2403                 | 이누이트군                                                  | 2019    | S. 셰퍼드, D. 제빗, J. 클리나, B. 마즈든              |
| 38   | XXIX    | ‡시아르나크  | | 10.6     | ≈ 40                                  | ≈ 43.5          | 17776600                    | +884.88             | 45.798°  | 0.24961                | 이누이트군                                                  | 2000    | B. 글래드먼, J. 카벨라르스 외                         |
| 39   | LII     | ‡타르케크    | | 14.8     | ≈ 7                                   | ≈ 0.23          | 17910600                    | +894.86             | 49.904°  | 0.1081                 | 이누이트군                                                  | 2007    | S. 셰퍼드, D. 제빗, J. 클리나                         |
| 40   | (실종)  | ♣S/2004 S 13 | | 15.6     | ≈ 6                                   | ≈ 0.15          | 18056300 (18183000±2020000) | −905.85 (-915.47)   | 167.379° | 0.261 (0.2653±0.0809)  | 노르스군                                                    | 2004    | S. 셰퍼드, D. 제빗, J. 클리나                         |
| 41   | LI      | ♣그레이프    | | 15.3     | ≈ 6                                   | ≈ 0.15          | 18065700                    | −906.56             | 172.666° | 0.3735                 | 노르스군                                                    | 2006    | S. 셰퍼드, D. 제빗, J. 클리나                         |
| 42   | XLIV    | ♣히로킨      | | 14.3     | ≈ 8                                   | ≈ 0.35          | 18168300                    | −914.29             | 153.272° | 0.3604                 | 노르스군                                                    | 2006    | S. 셰퍼드, D. 제빗, J. 클리나                         |
| 43   | L       | ♣야른삭사    | | 15.7     | ≈ 6                                   | ≈ 0.15          | 18556900                    | −943.78             | 162.861° | 0.1918                 | 노르스군                                                    | 2006    | S. 셰퍼드, D. 제빗, J. 클리나                         |
| 44   | XXI     | ♦타르보스    | | 12.8     | ≈ 15                                  | ≈ 2.3           | 18562800                    | +944.23             | 34.679°  | 0.5305                 | 갈릭군                                                      | 2000    | B. 글래드먼, J. 카벨라르스 외                         |
| 45   | XXV     | ♣문딜파리    | | 14.5     | ≈ 7                                   | ≈ 0.23          | 18725800                    | −956.70             | 169.378° | 0.198                  | 노르스군                                                    | 2000    | B. 글래드먼, J. 카벨라르스 외                         |
| 46   |         | ♣S/2006 S 1  | | 15.5     | ≈ 6                                   | ≈ 0.15          | 18930200                    | −972.41             | 154.232° | 0.1303                 | 노르스군                                                    | 2006    | S. 셰퍼드, D. 제빗, J. 클리나                         |
| 47   | (실종)  | ♣S/2004 S 17 | | 16.0     | ≈ 4                                   | ≈ 0.05          | 19099200 (19080000±685000)  | −985.45 (-984.11)   | 166.881° | 0.226 (0.2268±0.0440)  | 노르스군                                                    | 2004    | S. 셰퍼드, D. 제빗, J. 클리나                         |
| 48   | XXXVIII | ♣베르겔미르  | | 15.1     | ≈ 6                                   | ≈ 0.15          | 19104000                    | −985.83             | 157.384° | 0.152                  | 노르스군                                                    | 2004    | S. 셰퍼드, D. 제빗, J. 클리나                         |
| 49   | XXXI    | ♣나르비      | | 14.6     | ≈ 7                                   | ≈ 0.23          | 19395200                    | −1008.45            | 137.292° | 0.320                  | 노르스군                                                    | 2003    | S. 셰퍼드, D. 제빗, J. 클리나                         |
| 50   |         | ♣S/2004 S 20 | | 15.8     | ≈ 3                                   | ≈ 0.03          | 19418000                    | −1010.55            | 162.570° | 0.197                  | 노르스군                                                    | 2019    | S. 셰퍼드, D. 제빗, J. 클리나                         |
| 51   | XXIII   | ♣수툰그르    | | 14.3     | ≈ 7                                   | ≈ 0.23          | 19579000                    | −1022.82            | 174.321° | 0.131                  | 노르스군                                                    | 2000    | B. 글래드먼, J. 카벨라르스 외                         |
| 52   | XLIII   | ♣하티        | | 13.5     | ≈ 6                                   | ≈ 0.15          | 19709300                    | −1033.05            | 163.131° | 0.291                  | 노르스군                                                    | 2004    | S. 셰퍼드, D. 제빗, J. 클리나                         |
| 53   | (실종)  | ♣S/2004 S 12 | | 15.7     | ≈ 5                                   | ≈ 0.09          | 19905900 (19999000±119000)  | −1048.54 (-1056.23) | 164.042° | 0.396 (0.3933±0.0223)  | 노르스군                                                    | 2004    | S. 셰퍼드, D. 제빗, J. 클리나                         |
| 54   |         | ♣S/2004 S 27 | | 15.3     | ≈ 6                                   | ≈ 0.15          | 19976000                    | −1054.45            | 167.804° | 0.1220                 | 노르스군                                                    | 2019    | S. 셰퍼드, D. 제빗, J. 클리나, B. 마즈든, R. 제이콥슨 |
| 55   | XL      | ♣파르바우티  | | 15.6     | ≈ 5                                   | ≈ 0.09          | 19984800                    | −1054.78            | 158.361° | 0.209                  | 노르스군                                                    | 2004    | S. 셰퍼드, D. 제빗, J. 클리나                         |
| 56   | XXX     | ♣트리므르    | | 14.3     | ≈ 7                                   | ≈ 0.23          | 20278100                    | −1078.09            | 174.524° | 0.453                  | 노르스군                                                    | 2000    | B. 글래드먼, J. 카벨라르스 외                         |
| 57   |         | ♣S/2004 S 30 | | 16.2     | ≈ 3                                   | ≈ 0.03          | 20396000                    | −1087.84            | 156.3°   | 0.1129                 | 노르스군                                                    | 2019    | S. 셰퍼드, D. 제빗, J. 클리나                         |
| 58   | XXXVI   | ♣아에기르    | | 15.4     | ≈ 6                                   | ≈ 0.15          | 20482900                    | −1094.46            | 167.425° | 0.237                  | 노르스군                                                    | 2004    | S. 셰퍼드, D. 제빗, J. 클리나                         |
| 59   | (실종)  | ♣S/2007 S 3  | | 15.7     | ≈ 5                                   | ≈ 0.09          | 20518500 (19202000±519000   | ≈ −1100 (-993.50)   | 177.22°  | 0.130 (0.1499±0.0336)  | 노르스군                                                    | 2007    | S. 셰퍼드, D. 제빗, J. 클리나                         |
| 60   | XXXIX   | ♣베스틀라    | | 14.7     | ≈ 7                                   | ≈ 0.23          | 20570000                    | −1101.45            | 147.395° | 0.5145                 | 노르스(스카티)군                                            | 2004    | S. 셰퍼드, D. 제빗, J. 클리나                         |
| 61   | (실종)  | ♣S/2004 S 7  | | 15.2     | ≈ 6                                   | ≈ 0.15          | 20576700 (20685000±396000)  | −1101.99 (−1111.09) | 165.596° | 0.5299 (0.5549±0.0212) | 노르스군                                                    | 2004    | S. 셰퍼드, D. 제빗, J. 클리나                         |
| 62   |         | ♣S/2004 S 22 | | 16.1     | ≈ 3                                   | ≈ 0.03          | 20636000                    | −1107.132           | 177.321° | 0.2513                 | 노르스군                                                    | 2019    | S. 셰퍼드, D. 제빗, J. 클리나                         |
| 63   |         | ♣S/2004 S 23 | | 15.6     | ≈ 4                                   | ≈ 0.05          | 21163000                    | −1149.82            | 176.988° | 0.3729                 | 노르스군                                                    | 2019    | S. 셰퍼드, D. 제빗, J. 클리나                         |
| 64   |         | ♣S/2004 S 25 | | 15.9     | ≈ 4                                   | ≈ 0.05          | 21174000                    | −1150.69            | 172.996° | 0.4424                 | 노르스군                                                    | 2019    | S. 셰퍼드, D. 제빗, J. 클리나                         |
| 65   |         | ♣S/2004 S 32 | | 15.6     | ≈ 4                                   | ≈ 0.05          | 21214000                    | −1153.96            | 159.091° | 0.2505                 | 노르스군                                                    | 2019    | S. 셰퍼드, D. 제빗, J. 클리나                         |
| 66   |         | ♣S/2006 S 3  | | 15.6     | ≈ 6                                   | ≈ 0.15          | 21308000                    | −1161.65            | 152.878° | 0.4707                 | 노르스군                                                    | 2006    | S. 셰퍼드, D. 제빗, J. 클리나                         |
| 67   |         | ♣S/2004 S 38 | | 15.9     | ≈ 4                                   | ≈ 0.05          | 21908000                    | −1211.024           | 154.090° | 0.4366                 | 노르스군                                                    | 2019    | S. 셰퍼드, D. 제빗, J. 클리나                         |
| 68   | XLI     | ♣펜리르      | | 15.9     | ≈ 4                                   | ≈ 0.05          | 21930644                    | −1212.53            | 162.832° | 0.131                  | 노르스군                                                    | 2004    | S. 셰퍼드, D. 제빗, J. 클리나                         |
| 69   |         | ♣S/2004 S 28 | | 15.8     | ≈ 4                                   | ≈ 0.05          | 22020000                    | −1220.31            | 170.322° | 0.1428                 | 노르스군                                                    | 2019    | S. 셰퍼드, D. 제빗, J. 클리나, B. 마즈든              |
| 70   | XLVIII  | ♣수르투르    | | 15.7     | ≈ 6                                   | ≈ 0.15          | 22288916                    | −1242.36            | 166.918° | 0.3680                 | 노르스군                                                    | 2006    | S. 셰퍼드, D. 제빗, J. 클리나                         |
| 71   | XLV     | ♣카리        | | 14.9     | ≈ 7                                   | ≈ 0.23          | 22321200                    | −1245.06            | 148.384° | 0.3405                 | 노르스(스카티)군                                            | 2006    | S. 셰퍼드, D. 제빗, J. 클리나                         |
| 72   |         | ♣S/2004 S 35 | | 15.5     | ≈ 6                                   | ≈ 0.15          | 22412000                    | −1253.08            | 176.717° | 0.1837                 | 노르스군                                                    | 2019    | S. 셰퍼드, D. 제빗, J. 클리나, B. 마즈든              |
| 73   | XIX     | ♣이미르      | | 12.3     | ≈ 18                                  | ≈ 3.97          | 22429673                    | −1254.15            | 172.143° | 0.3349                 | 노르스군                                                    | 2000    | B. 글래드먼, J. 카벨라르스 외                         |
| 74   |         | ♣S/2004 S 21 | | 16.3     | ≈ 3                                   | ≈ 0.03          | 22645000                    | −1272.61            | 159.950° | 0.3183                 | 노르스군                                                    | 2019    | S. 셰퍼드, D. 제빗, J. 클리나                         |
| 75   |         | S/2004 S 24  | | 16.0     | ≈ 3                                   | ≈ 0.03          | 22901000                    | +1294.25            | 35.538°  | 0.0846                 | 바깥 위성들 중 유일하게 순행 공전을 하는 천체(갈릭 군 의심) | 2019    | S. 셰퍼드, D. 제빗, J. 클리나, B. 마즈든              |
| 76   | XLVI    | ♣로게        | | 15.4     | ≈ 6                                   | ≈ 0.15          | 22984322                    | −1300.95            | 166.539° | 0.1390                 | 노르스군                                                    | 2006    | S. 셰퍼드, D. 제빗, J. 클리나                         |
| 77   |         | ♣S/2004 S 36 | | 16.1     | ≈ 3                                   | ≈ 0.03          | 23192000                    | −1319.07            | 154.992° | 0.7484                 | 포획된 소행성 같음. 노르스 군과 비슷한 공전을 함            | 2019    | S. 셰퍼드, D. 제빗, J. 클리나                         |
| 78   |         | ♣S/2004 S 39 | | 16.3     | ≈ 3                                   | ≈ 0.03          | 23575000                    | −1351.83            | 166.579° | 0.0804                 | 노르스군                                                    | 2019    | S. 셰퍼드, D. 제빗, J. 클리나                         |
| 79   |         | ♣S/2004 S 33 | | 15.9     | ≈ 4                                   | ≈ 0.05          | 24168000                    | −1403.18            | 160.471° | 0.3994                 | 노르스군                                                    | 2019    | S. 셰퍼드, D. 제빗, J. 클리나                         |
| 80   |         | ♣S/2004 S 34 | | 16.1     | ≈ 3                                   | ≈ 0.03          | 24299000                    | −1414.59            | 166.039° | 0.2352                 | 노르스군                                                    | 2019    | S. 셰퍼드, D. 제빗, J. 클리나                         |
| 81   | XLII    | ♣포르뇨트    | | 15.3     | ≈ 6                                   | ≈ 0.15          | 24504879                    | −1432.16            | 167.886° | 0.186                  | 노르스군                                                    | 2004    | S. 셰퍼드, D. 제빗, J. 클리나                         |
| 82   |         | ♣S/2004 S 26 | | 15.8     | ≈ 4                                   | ≈ 0.05          | 26676000                    | −1627.18            | 171.369° | 0.1645                 | 노르스군                                                    | 2019    | S. 셰퍼드, D. 제빗, J. 클리나, B. 마즈든              |

### 미확인 위성들
아래 카시니 탐사선이 발견한 천체들은 강체(剛體)인지의 여부가 불명확한 위성들이다. 이들이 진정한 위성들인지 아니면 F 고리 안에서 지속적으로 유지되는 돌무더기에 불과한지는 확실하지 않다.
| 이름           | 사진 | 지름 (km) | 긴반지름 (km) | 공전주기 (일) | 위치                             | 발견연도 | 상태 |
| -------------- | --- | --------- | ------------- | ------------- | -------------------------------- | -------- | --- |
| S/2004 S 3/S 4 | | ≈ 3–5     | ≈ 140300      | ≈ +0.619      | F 고리 근처에 있는 불확실 천체들 | 2004     | 첫 발견 지역을 2004년 11월 다시 촬영하여 정교하게 검토했으나 발견되지 않아 그 존재가 불확실함.                |
| S/2004 S 6     | A bright narrow band runs from the top to bottom. To the right of it in the diffuse halo the is a bright small object. | ≈ 3–5     | ≈ 140130      | +0.61801      |                                  | 2004     | 2005년까지 꾸준히 목격되었다. 입자 고운 먼지에 둘러싸여 있는 것 같으며 매우 작은 핵을 지니고 있으리라 추정됨. |
| S/2001 S 7     | | ???       | ???           | ???           | F 고리                           | 2001     | |
| S/2001 S 4     | | ???       | 122 124       | 0.633 19      | F 고리                           | 2001     | |

### 가설상의 위성들
천문학자 두 명이 각각 새로운 위성을 발견했다고 주장했으나 이들의 위성은 이후 다시 관측된 적이 없다. 가상 위성의 위치는 둘 다 타이탄과 히페리온 사이이다.
- 헤르만 골드슈미트는 1861년 케이론을 발견했다고 주장했으나 이후 이 위성을 다시 관측한 사람은 아무도 없었다.[82]
- 윌리엄 피커링은 1905년 테미스를 발견했다고 주장했으나 이후 이 위성은 다시 관측된 적이 없다. 그럼에도 이 가상 위성은 1960년대까지 여러 얼머낵과 천문학 서적에 수록되었다.[82]

## 생성
토성의 위성계 구성원들인 타이탄, 중간 크기 위성들, 고리는 목성의 갈릴레이 위성들과 비슷한 체계로부터 진화한 것으로 추정되나 자세한 과정은 불분명하다. 타이탄 정도 크기의 위성이 파괴되어 토성의 고리와 안쪽의 중간 크기 위성들이 만들어졌을 것이라든지, 아니면 커다란 위성 두 개가 충돌하여 타이탄이 되었는데 이 때 흩어져 나간 얼음 파편들이 중간 크기 위성들을 형성했을 것이라는 가설들이 있다. 2014년 6월 23일 NASA는 타이탄 대기의 질소가 초기 토성을 형성했던 물질로부터가 아니라, 오르트 구름 내 혜성 등에 있는 물질로부터 왔다는 가설을 입증할 강력한 증거를 찾았다고 발표했다. 엔셀라두스가 조석력으로 인해 지질학적 활동을 하는 것과, 테티스·디오네·레아의 궤도에 과거 공명현상을 일으켰던 증거가 부족한 것으로 미뤄보아, 타이탄보다 토성에 가까이 있는 위성들의 나이는 1억 년밖에 되지 않았을 수도 있다.

## 같이 보기
- 위성 목록

### 내용주
1. ↑  토성 고리 전체의 질량은 대충 미마스와 비슷하다.[8] 참고로 나머지 위성들 중 무거운 상위 세 위성인 야누스, 히페리온, 포에베 질량을 다 합쳐도 미마스의 3분의 1 수준이다. 토성 고리와 작은 위성들의 총질량은 약 5.5×1019 kg이다.
2. ↑   잉크토미는 한때 '더 스플래트'(영어로 '철푸덕' 의성어임)로 불리기도 했다.[62]
3. ↑   광도계 색채는 위성 표면의 화학적 조성을 대신하여 사용될 수 있다.
4. ↑  존재가 확정된 위성은 국제천문연맹이 고유명칭과 로마 숫자를 부여한다.[36] 1900년 이전 발견된 위성 아홉 개(불규칙 위성은 포에베 단 하나였음)에는 토성으로부터의 거리에 따라 숫자가 부여되었다. 반면 나머지 위성들에는 영구 호칭을 부여받은 순서대로 숫자가 매겨졌다. 노르드군 소속의 작은 위성 아홉 개와 S/2009 S 1은 아직 영구 호칭을 받지 못했다.
5. ↑   판에서 야누스, 메토네, 팔레네, 텔렙소, 칼립소, 헬레네, 하이페리온, 포에베까지 내위성들의 지름은 Thomas 2010 Table 3의 값이다.[38] 미마스, 엔셀라두스, 테티스, 디오네, 레아, 이아페투스의 지름은 Thomas 2010 Table 1의 값이다.[38] 기타 위성들 크기의 근사값은 Scott Sheppard의 웹사이트에서 제시한 것이다.[42]
6. ↑   대형 위성들의 질량은 Jacobson 2006이 출처임.[39] 판, 다프니스, 아틀라스, 프로메테우스, 판도라, 에피메테우스, 야누스, 하이페리온, 포에베의 질량은 Thomas 2010 Table 3의 값이다.[38] 기타 작은 위성들의 질량은 밀도를 1.3 g/cm3으로 가정하고 계산한 값이다.
7. 1 2 3   공전 매개변수들은 Spitale, et al. 2006,[48] IAU-MPC Natural Satellites Ephemeris Service,[80] NASA/NSSDC[40]의 자료들을 참고함.
8. ↑   음의 공전주기는 토성을 역행 방향(행성 자전의 반대 방향)으로 공전한다는 뜻이다.
9. ↑  토성의 적도면에 대해 규칙 위성들과 불규칙 위성들의 궤도가 이루는 각도.
10. ↑  S/2004 S 4는 잠시 생겼다 해체되는 돌무더기였음이 거의 확실해 보인다. 이 천체는 최초로 관측된 후 다시 발견되지 않았다.[21]

### 참조주
1. ↑  Rincon, Paul (2019년 10월 7일). “Saturn overtakes Jupiter as planet with most moons”. 《BBC News》. 2019년 10월 7일에 확인함.
2. ↑  “Solar System Exploration Planets Saturn: Moons: S/2009 S1”. NASA. 2010년 1월 17일에 확인함.
3. ↑  Sheppard, Scott S. “The Giant Planet Satellite and Moon Page”. Departament of Terrestrial Magnetism at Carniege Institution for science. 2008년 8월 28일에 확인함.
4. 1 2 3 4  Porco, C. & the Cassini Imaging Team (2009년 11월 2일). “S/2009 S1”. 《IAU Circular》 9091. 2011년 6월 11일에 원본 문서에서 보존된 문서. 2019년 12월 6일에 확인함.
5. ↑  Redd, Nola Taylor (2018년 3월 27일). “Titan: Facts About Saturn's Largest Moon”. 《Space.com》. 2017년 10월 15일에 원본 문서에서 보존된 문서. 2019년 10월 7일에 확인함.
6. ↑  “Enceladus - Overview - Planets - NASA Solar System Exploration”. 2013년 2월 17일에 원본 문서에서 보존된 문서.
7. ↑  “Moons”. 2013년 4월 20일에 원본 문서에서 보존된 문서. 2019년 12월 6일에 확인함.
8. 1 2  
Esposito, L. W. (2002). “Planetary rings”. 《Reports on Progress in Physics》 65 (12): 1741–1783. Bibcode:2002RPPh...65.1741E. doi:10.1088/0034-4885/65/12/201.
9. 1 2 3 4 5 6  Tiscareno, Matthew S.; Burns, J.A; Hedman, M.M; Porco, C.C (2008). “The population of propellers in Saturn's A Ring”. 《Astronomical Journal》 135 (3): 1083–1091. arXiv:0710.4547. Bibcode:2008AJ....135.1083T. doi:10.1088/0004-6256/135/3/1083.
10. ↑  “Help Name 20 Newly Discovered Moons of Saturn!”. Carnegie Science. 2019년 10월 7일. 2019년 10월 9일에 확인함.
11. 1 2  “Saturn Surpasses Jupiter After The Discovery Of 20 New Moons And You Can Help Name Them!”. Carnegie Science. 2019년 10월 7일. 2020년 6월 6일에 원본 문서에서 보존된 문서. 2019년 12월 6일에 확인함.
12. ↑  Nemiroff, Robert & Bonnell, Jerry (2005년 3월 25일). “Huygens Discovers Luna Saturni”. Astronomy Picture of the Day. 2010년 3월 4일에 확인함.
13. ↑  Baalke, Ron. “Historical Background of Saturn's Rings (1655)”. NASA/JPL. 2012년 9월 23일에 원본 문서에서 보존된 문서. 2010년 3월 4일에 확인함.
14. 1 2 3 4  Van Helden, Albert (1994). “Naming the satellites of Jupiter and Saturn” (PDF). 《The Newsletter of the Historical Astronomy Division of the American Astronomical Society》 (32): 1–2. 2012년 3월 14일에 원본 문서 (PDF)에서 보존된 문서.
15. ↑  Bond, W.C (1848). “Discovery of a new satellite of Saturn”. 《Monthly Notices of the Royal Astronomical Society》 9: 1–2. Bibcode:1848MNRAS...9....1B. doi:10.1093/mnras/9.1.1.
16. 1 2  Lassell, William (1848). “Discovery of new satellite of Saturn” (PDF). 《Monthly Notices of the Royal Astronomical Society》 8 (9): 195–197. Bibcode:1848MNRAS...8..195L. doi:10.1093/mnras/8.9.195a.
17. 1 2  Pickering, Edward C (1899). “A New Satellite of Saturn”. 《Astrophysical Journal》 9: 274–276. Bibcode:1899ApJ.....9..274P. doi:10.1086/140590.
18. 1 2  Fountain, John W; Larson, Stephen M (1977). “A New Satellite of Saturn?”. 《Science》 197 (4306): 915–917. Bibcode:1977Sci...197..915F. doi:10.1126/science.197.4306.915. PMID 17730174.
19. 1 2 3 4 5  Uralskaya, V.S (1998). “Discovery of new satellites of Saturn”. 《Astronomical and Astrophysical Transactions》 15 (1–4): 249–253. Bibcode:1998A&AT...15..249U. doi:10.1080/10556799808201777.
20. ↑  Corum, Jonathan (2015년 12월 18일). “Mapping Saturn’s Moons”. 《New York Times》. 2015년 12월 18일에 확인함.
21. 1 2 3 4 5  Porco, C. C.; Baker, E.; Barbara, J.;  외. (2005). “Cassini Imaging Science: Initial Results on Saturn's Rings and Small Satellites” (PDF). 《Science》 307 (5713): 1226–36. Bibcode:2005Sci...307.1226P. doi:10.1126/science.1108056. PMID 15731439.
22. ↑  Robert Roy Britt (2004). “Hints of Unseen Moons in Saturn's Rings”. 2006년 2월 12일에 원본 문서에서 보존된 문서. 2011년 1월 15일에 확인함.
23. ↑  Porco, C.; The Cassini Imaging Team (2007년 7월 18일). “S/2007 S4”. 《IAU Circular》 8857.
24. 1 2  Jones, G.H.; Roussos, E.; Krupp, N.;  외. (2008). “The Dust Halo of Saturn's Largest Icy Moon, Rhea”. 《Science》 319 (1): 1380–84. Bibcode:2008Sci...319.1380J. doi:10.1126/science.1151524. PMID 18323452.
25. 1 2 3  Porco, C.; The Cassini Imaging Team (2009년 3월 3일). “S/2008 S1 (Aegaeon)”. 《IAU Circular》 9023. 2019년 5월 1일에 원본 문서에서 보존된 문서. 2019년 12월 6일에 확인함.
26. 1 2  Platt, Jane; Brown, Dwayne (2014년 4월 14일). “NASA Cassini Images May Reveal Birth of a Saturn Moon”. 《NASA》. 2014년 4월 14일에 확인함.
27. 1 2 3 4 5 6 7 8 9  Jewitt, David; Haghighipour, Nader (2007). “Irregular Satellites of the Planets: Products of Capture in the Early Solar System” (PDF). 《Annual Review of Astronomy and Astrophysics》 45 (1): 261–95. arXiv:astro-ph/0703059. Bibcode:2007ARA&A..45..261J. doi:10.1146/annurev.astro.44.051905.092459. 2009년 9월 19일에 원본 문서 (PDF)에서 보존된 문서.
28. 1 2 3 4 5 6  Gladman, Brett; Kavelaars, J. J.; Holman, Matthew;  외. (2001). “Discovery of 12 satellites of Saturn exhibiting orbital clustering”. 《Nature》 412 (6843): 1631–166. doi:10.1038/35084032. PMID 11449267.
29. ↑  David Jewitt (2005년 5월 3일). “12 New Moons For Saturn”. University of Hawaii. 2010년 4월 27일에 확인함.
30. ↑  Emily Lakdawalla (2005년 5월 3일). “Twelve New Moons For Saturn”. 2008년 5월 14일에 원본 문서에서 보존된 문서. 2010년 3월 4일에 확인함.
31. ↑  Sheppard, S. S.; Jewitt, D. C. & Kleyna, J. (June 30, 2006). “Satellites of Saturn”. 《IAU Circular》 8727. February 13, 2010에 원본 문서에서 보존된 문서. January  2, 2010에 확인함.
32. ↑  Sheppard, S. S.; Jewitt, D. C. & Kleyna, J. (May 11, 2007). “S/2007 S 1, S/2007 S 2, AND S/2007 S 3”. 《IAU Circular》 8836. February 13, 2010에 원본 문서에서 보존된 문서. January  2, 2010에 확인함.
33. 1 2 3  Sheppard, Scott. “Scott S. Sheppard - SaturnMoons”. 《sites.google.com》. 2019년 10월 7일에 확인함.
34. ↑  Beatty, Kelly (2012년 4월 4일). “Outer-Planet Moons Found — and Lost”. 《skyandtelescope.com》. Sky & Telescope. 2017년 6월 27일에 확인함.
35. ↑  Jacobson, B.; Brozović, M.; Gladman, B.; Alexandersen, M.; Nicholson, P. D.; Veillet, C. (2012년 9월 28일). “Irregular Satellites of the Outer Planets: Orbital Uncertainties and Astrometric Recoveries in 2009–2011”. 《The Astronomical Journal》 144 (5): 132. Bibcode:2012AJ....144..132J. doi:10.1088/0004-6256/144/5/132.
36. 1 2 3 4  “Planet and Satellite Names and Discoverers”. 《Gazetteer of Planetary Nomenclature》. USGS Astrogeology. 2006년 7월 21일. 2006년 8월 6일에 확인함.
37. 1 2 3 4 5 6 7 8 9 10  Grav, Tommy; Bauer, James (2007). “A deeper look at the colors of the Saturnian irregular satellites”. 《Icarus》 191 (1): 267–285. arXiv:astro-ph/0611590. Bibcode:2007Icar..191..267G. doi:10.1016/j.icarus.2007.04.020.
38. 1 2 3 4 5  Thomas, P. C. (July 2010). “Sizes, shapes, and derived properties of the saturnian satellites after the Cassini nominal mission” (PDF). 《Icarus》 208 (1): 395–401. Bibcode:2010Icar..208..395T. doi:10.1016/j.icarus.2010.01.025. 2018년 12월 23일에 원본 문서 (PDF)에서 보존된 문서. 2019년 12월 6일에 확인함.
39. 1 2 3 4 5 6  
Jacobson, R. A.; Antreasian, P. G.; Bordi, J. J.; Criddle, K. E.; Ionasescu, R.; Jones, J. B.; Mackenzie, R. A.; Meek, M. C.; Parcher, D.; Pelletier, F. J.; Owen, Jr., W. M.; Roth, D. C.; Roundhill, I. M.; Stauch, J. R. (December 2006). “The Gravity Field of the Saturnian System from Satellite Observations and Spacecraft Tracking Data”. 《The Astronomical Journal》 132 (6): 2520–2526. Bibcode:2006AJ....132.2520J. doi:10.1086/508812.
40. 1 2 3 4  Williams, David R. (2008년 8월 21일). “Saturnian Satellite Fact Sheet”. NASA (National Space Science Data Center). 2010년 4월 27일에 확인함.
41. 1 2 3  
Porco, C. C.; Thomas, P. C.; Weiss, J. W.; Richardson, D. C. (2007). “Saturn's Small Inner Satellites:Clues to Their Origins” (PDF). 《Science》 318 (5856): 1602–1607. Bibcode:2007Sci...318.1602P. doi:10.1126/science.1143977. PMID 18063794.
42. 1 2  Sheppard, Scott S. “Saturn's Known Satellites”. May 15, 2011에 원본 문서에서 보존된 문서. January  7, 2010에 확인함.
43. ↑  “A Small Find Near Equinox”. NASA/JPL. 2009년 8월 7일. 2009년 10월 10일에 원본 문서에서 보존된 문서. 2010년 1월 2일에 확인함.
44. 1 2  Tiscareno, Matthew S.; Burns, Joseph A; Hedman, Mathew M; Porco, Carolyn C.; Weiss, John W.; Dones, Luke; Richardson, Derek C.; Murray, Carl D. (2006). “100-metre-diameter moonlets in Saturn's A ring from observations of 'propeller' structures”. 《Nature》 440 (7084): 648–650. Bibcode:2006Natur.440..648T. doi:10.1038/nature04581. PMID 16572165.
45. 1 2  Sremčević, Miodrag; Schmidt, Jürgen; Salo, Heikki; Seiß, Martin; Spahn, Frank; Albers, Nicole (2007). “A belt of moonlets in Saturn's A ring”. 《Nature》 449 (7165): 1019–21. Bibcode:2007Natur.449.1019S. doi:10.1038/nature06224. PMID 17960236.
46. ↑  Murray, Carl D.; Beurle, Kevin; Cooper, Nicholas J.;  외. (2008). “The determination of the structure of Saturn's F ring by nearby moonlets”. 《Nature》 453 (7196): 739–744. Bibcode:2008Natur.453..739M. doi:10.1038/nature06999. PMID 18528389.
47. ↑  Hedman, M. M.; J. A. Burns; M. S. Tiscareno; C. C. Porco; G. H. Jones; E. Roussos; N. Krupp; C. Paranicas; S. Kempf (2007). “The Source of Saturn's G Ring” (PDF). 《Science》 317 (5838): 653–656. Bibcode:2007Sci...317..653H. doi:10.1126/science.1143964. PMID 17673659.
48. 1 2 3 4 5 6  
Spitale, J. N.; Jacobson, R. A.; Porco, C. C.; Owen, W. M., Jr. (2006). “The orbits of Saturn's small satellites derived from combined historic and Cassini imaging observations” (PDF). 《The Astronomical Journal》 132 (2): 692–710. Bibcode:2006AJ....132..692S. doi:10.1086/505206.
49. 1 2 3 4 5 6  Thomas, P.C; Burns, J.A.; Helfenstein, P.;  외. (2007). “Shapes of the saturnian icy satellites and their significance” (PDF). 《Icarus》 190 (2): 573–584. Bibcode:2007Icar..190..573T. doi:10.1016/j.icarus.2007.03.012.
50. 1 2 3 4 5 6 7 8  
Moore, Jeffrey M.; Schenk, Paul M.; Bruesch, Lindsey S.; Asphaug, Erik; McKinnon, William B. (October 2004). “Large impact features on middle-sized icy satellites” (PDF). 《Icarus》 171 (2): 421–443. Bibcode:2004Icar..171..421M. doi:10.1016/j.icarus.2004.05.009.
51. 1 2 3 4 5 6 7  
Porco, C. C.; Helfenstein, P.; Thomas, P. C.; Ingersoll, A. P.; Wisdom, J.; West, R.; Neukum, G.; Denk, T.; Wagner, R. (2006년 3월 10일). “Cassini Observes the Active South Pole of Enceladus”. 《Science》 311 (5766): 1393–1401. Bibcode:2006Sci...311.1393P. doi:10.1126/science.1123013. PMID 16527964.
52. ↑  Pontius, D.H.; Hill, T.W. (2006). “Enceladus: A significant plasma source for Saturn's magnetosphere” (PDF). 《Journal of Geophysical Research》 111 (A9): A09214. Bibcode:2006JGRA..111.9214P. doi:10.1029/2006JA011674. 2011년 7월 20일에 원본 문서 (PDF)에서 보존된 문서. 2019년 12월 6일에 확인함.
53. 1 2  Wagner, R. J.; Neukum, G.; Stephan, K.; Roatsch; Wolf; Porco (2009). “Stratigraphy of Tectonic Features on Saturn's Satellite Dione Derived from Cassini ISS Camera Data”. 《Lunar and Planetary Science》 XL: 2142. Bibcode:2009LPI....40.2142W.
54. 1 2 3  Schenk, P. M.; Moore, J. M. (2009). “Eruptive Volcanism on Saturn's Icy Moon Dione”. 《Lunar and Planetary Science》 XL: 2465. Bibcode:2009LPI....40.2465S.
55. ↑  “Cassini Images Ring Arcs Among Saturn's Moons (Cassini Press Release)”. Ciclops.org. 2008년 9월 5일. 2010년 1월 2일에 원본 문서에서 보존된 문서. 2010년 1월 1일에 확인함.
56. ↑  Lakdawalla, Emily. “Methone, an egg in Saturn orbit?”. 《Planetary Society》. 2019년 4월 27일에 확인함.
57. ↑  “Cassini goodies: Telesto, Janus, Prometheus, Pandora, F ring”.
58. ↑  Matthew S. Tiscareno; Joseph A. Burns; Jeffrey N. Cuzzi; Matthew M. Hedman (2010). “Cassini imaging search rules out rings around Rhea”. 《Geophysical Research Letters》 37 (14): L14205. arXiv:1008.1764. Bibcode:2010GeoRL..3714205T. doi:10.1029/2010GL043663.
59. 1 2 3 4  Wagner, R. J.; Neukum, G.; Giese, B.; Roatsch; Denk; Wolf; Porco (2008). “Geology of Saturn's Satellite Rhea on the Basis of the High-Resolution Images from the Targeted Flyby 049 on Aug. 30, 2007”. 《Lunar and Planetary Science》. XXXIX (1391): 1930. Bibcode:2008LPI....39.1930W.
60. ↑  Schenk, Paul M.; McKinnon, W. B. (2009). “Global Color Variations on Saturn's Icy Satellites, and New Evidence for Rhea's Ring”. 《American Astronomical Society》 41: 3.03. Bibcode:2009DPS....41.0303S.
61. ↑  “Rhea:Inktomi”. USGS—Gazetteer of Planetary Nomenclature. 2010년 4월 28일에 확인함.
62. 1 2  “Rhea's Bright Splat”. CICLOPS. 2005년 6월 5일. 2012년 10월 6일에 원본 문서에서 보존된 문서. 2010년 4월 28일에 확인함.
63. ↑  Zebker1, Howard A.; Stiles, Bryan; Hensley, Scott; Lorenz, Ralph; Kirk, Randolph L.; Lunine, Jonathan (2009년 5월 15일). “Size and Shape of Saturn's Moon Titan”. 《Science》 324 (5929): 921–923. doi:10.1126/science.1168905.
64. 1 2 3 4  Porco, Carolyn C.; Baker, Emily; Barbara, John;  외. (2005). “Imaging of Titan from the Cassini spacecraft” (PDF). 《Nature》 434 (7030): 159–168. Bibcode:2005Natur.434..159P. doi:10.1038/nature03436. PMID 15758990. 2011년 7월 25일에 원본 문서 (PDF)에서 보존된 문서.
65. ↑  López-Puertas, Manuel (2013년 6월 6일). “PAH's in Titan's Upper Atmosphere”. 《CSIC》. 2013년 12월 3일에 원본 문서에서 보존된 문서. 2013년 6월 6일에 확인함.
66. 1 2  Dyches, Preston; Clavin, Whitney (2014년 6월 23일). “Titan's Building Blocks Might Pre-date Saturn” (보도 자료). Jet Propulsion Laboratory. 2014년 6월 28일에 확인함.
67. 1 2  Lopes, R.M.C.; Mitchell, K.L.; Stofan, E.R.;  외. (2007). “Cryovolcanic features on Titan's surface as revealed by the Cassini Titan Radar Mapper” (PDF). 《Icarus》 186 (2): 395–412. Bibcode:2007Icar..186..395L. doi:10.1016/j.icarus.2006.09.006. 2019년 12월 6일에 원본 문서 (PDF)에서 보존된 문서. 2019년 12월 6일에 확인함.
68. ↑  Lorenz, R.D.; Wall, S.; Radebaugh, J.;  외. (2006). “The Sand Seas of Titan: Cassini RADAR Observations of Longitudinal Dunes” (PDF). 《Science》 312 (5774): 724–27. Bibcode:2006Sci...312..724L. doi:10.1126/science.1123257. PMID 16675695.
69. ↑  Stofan, E.R.; Elachi, C.; Lunine, J.I.;  외. (2007). “The lakes of Titan” (PDF). 《Nature》 445 (7123): 61–64. Bibcode:2007Natur.445...61S. doi:10.1038/nature05438. PMID 17203056. 2018년 10월 6일에 원본 문서 (PDF)에서 보존된 문서. 2019년 12월 6일에 확인함.
70. ↑  “Titan:Kraken Mare”. USGS—Gazetteer of Planetary Nomenclature. 2010년 1월 5일에 확인함.
71. ↑  Dyches, Preston; Brown, Dwayne (2014년 7월 2일). “Ocean on Saturn Moon Could be as Salty as the Dead Sea”. 《NASA》. 2014년 7월 2일에 확인함.
72. ↑  Mitria, Giuseppe; Meriggiolad, Rachele; Hayesc, Alex; Lefevree, Axel; Tobiee, Gabriel; Genovad, Antonio; Luninec, Jonathan I.; Zebkerg, Howard (2014년 7월 1일). “Shape, topography, gravity anomalies and tidal deformation of Titan”. 《Icarus》 236: 169–177. Bibcode:2014Icar..236..169M. doi:10.1016/j.icarus.2014.03.018.
73. 1 2 3 4 5  Thomas, P. C.; Armstrong, J. W.; Asmar, S. W.;  외. (2007). “Hyperion's sponge-like appearance”. 《Nature》 448 (7149): 50–53. Bibcode:2007Natur.448...50T. doi:10.1038/nature05779. PMID 17611535.
74. ↑  Thomas, P.C; Black, G. J.; Nicholson, P. D. (1995). “Hyperion: Rotation, Shape, and Geology from Voyager Images”. 《Icarus》 117 (1): 128–148. Bibcode:1995Icar..117..128T. doi:10.1006/icar.1995.1147.
75. 1 2 3 4 5  Porco, C.C.; Baker, E.; Barbarae, J.;  외. (2005). “Cassini Imaging Science: Initial Results on Phoebe and Iapetus” (PDF). 《Science》 307 (5713): 1237–42. Bibcode:2005Sci...307.1237P. doi:10.1126/science.1107981. PMID 15731440.
76. 1 2 3  Verbiscer, Anne J.; Skrutskie, Michael F.; Hamilton, Douglas P.;  외. (2009). “Saturn's largest ring”. 《Nature》 461 (7267): 1098–1100. Bibcode:2009Natur.461.1098V. doi:10.1038/nature08515. PMID 19812546.
77. ↑  Denk, T.;  외. (2009년 12월 10일). “Iapetus: Unique Surface Properties and a Global Color Dichotomy from Cassini Imaging”. 《Science》 327 (5964): 435–9. Bibcode:2010Sci...327..435D. doi:10.1126/science.1177088. PMID 20007863.
78. ↑  Spencer, J. R.; Denk, T. (2009년 12월 10일). “Formation of Iapetus' Extreme Albedo Dichotomy by Exogenically Triggered Thermal Ice Migration”. 《Science》 327 (5964): 432–5. Bibcode:2010Sci...327..432S. CiteSeerX 10.1.1.651.4218. doi:10.1126/science.1177132. PMID 20007862.
79. ↑  Giese, Bernd; Neukum, Gerhard; Roatsch, Thomas;  외. (2006). “Topographic modeling of Phoebe using Cassini images” (PDF). 《Planetary and Space Science》 54 (12): 1156–66. Bibcode:2006P&SS...54.1156G. doi:10.1016/j.pss.2006.05.027. 2011년 7월 25일에 원본 문서 (PDF)에서 보존된 문서. 2019년 12월 6일에 확인함.
80. ↑  “Natural Satellites Ephemeris Service”. IAU: Minor Planet Center. 2011년 1월 8일에 확인함.
81. 1 2 3 4 5 6 7 8 9 10 11 12 13 14 15  Gray, Bill. “Find_Orb Orbit determination software”. 《projectpluto.com》. 2019년 10월 7일에 확인함.
82. 1 2 3  Schlyter, Paul (2009). “Saturn's Ninth and Tenth Moons”. Views of the Solar System (Calvin J. Hamilton). 2010년 1월 5일에 확인함.
83. ↑  Canup, R. (December 2010). “Origin of Saturn's rings and inner moons by mass removal from a lost Titan-sized satellite”. 《Nature》 468 (7326): 943–6. Bibcode:2010Natur.468..943C. doi:10.1038/nature09661. PMID 21151108.
84. ↑  E. Asphaug and A. Reufer. Middle sized moons as a consequence of Titan’s accretion. Icarus.
85. ↑  SETI Institute (2016년 3월 25일). “Moons of Saturn may be younger than the dinosaurs”. 《Astronomy》.